# Guerres otomanes a Europa

Setge de Viena (1683)

Les guerres otomanes a Europa són les guerres de l'Imperi Otomà a Europa també conegudes com a guerres turques, particularment en textos antics europeus.

## Eclosió (1299-1453)

L'Imperi Otomà (1683)

Sorgiment de l'Imperi Otomà (1299-1453) es refereix al període que es va iniciar el debilitament Sultanat Seldzhukskiot al segle xiv i que va acabar, després de batalles com les de Gal·lípoli, Maritsa, Plocnik, Kosovo Polje, Argeş, Nicòpolis, Varna, Ankara i Kosovo, amb el desmembrament de l'Imperi Romà d'Orient després de la caiguda de Constantinoble el 1453.

### Guerres romano-otomanes
Després de la caiguda de Constantinoble el 1204 a mans dels croats durant la Quarta Croada, l'Imperi Romà d'Orient restà dividit i en el caos; aprofitant la situació, el Soldanat de Rum començà a ocupar els territoris romans de l'Àsia Menor. L'Imperi de Nicea, els més poderós dels estats grecs successors de l'Imperi, pogué aturar la invasió turca i finalment, el 1261, reconquerir Constantinoble i restablint l'Imperi Romà d'Orient. Tanmateix, la posició de l'Imperi al continent europeu romania incerta a causa de la presència dels altres estats grecs que es resistien a reintegrar-se a l'Imperi, destacant per sobre de tots el Despotat de l'Epir, i també hagué de fer front als emergents Regne de Sèrbia i al Segon Imperi Búlgar, centrant la seua atenció a Europa i traslladés gran nombre de tropes des de l'Àsia Menor.
El Soldanat de Rum es debilità progressivament i el 1243, els exèrcits seljúcides foren derrotats pels mongols a la batalla de Köse Dağ i el poder de l'imperi es desintegrà lentament. El 1281 el cabdillatge de la tribu recaigué en Osman I, que el 1290 s'independitzà del domini mongol i el 1299 es proclamà soldà i convertí Söğüt en capital de l'Imperi Otomà i començà a assetjar les fronteres orientals romanes.

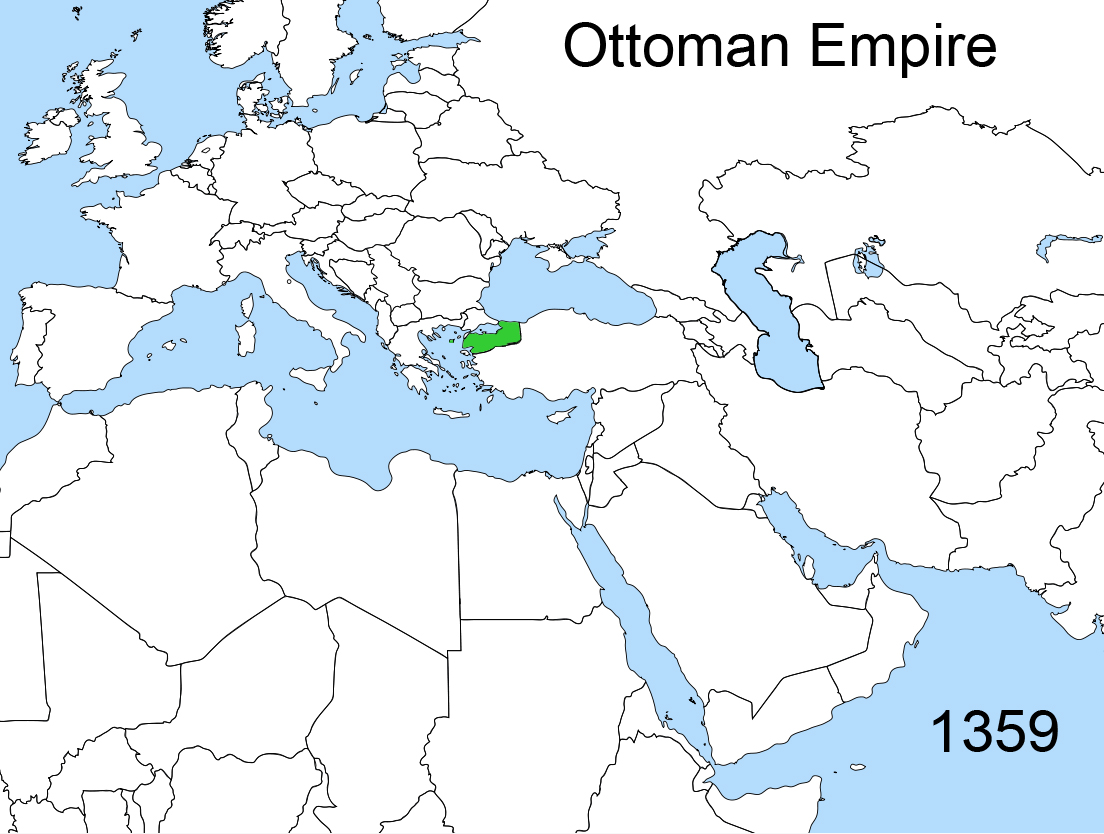
L'Imperi Otomà en 1359

Gallipoli es va convertir en cap de pont a Europa el 1354, i després del final de la guerra civil entre Joan VI Cantacuzè i Joan V Paleòleg va arribar una petita pausa en els combats entre otomans i romans, però el 1361 Demòtica va caure en mans turques. Murad I estava preocupat per Anatòlia i va deixar la presa del territori romà als seus vassalls, i Filipòpolis va caure després d'una important campanya entre 1363-4 i Adrianòpolis el 1369.
L'Imperi Romà d'Orient no estava en posició per llançar un contraatac o defensar-se i els otomans havien tornat summament poderosos. Murad va aixafar als serbis en 1371 a la batalla del riu Maritsa i els otomans es disposaren a conquerir Constantinoble. En un intent per evitar la derrota, Joan V Paleòleg va demanar suport militar al papa però no va rebre cap ajuda i es va arribar a un acord pel qual Constantinoble proporcionaria als otomans tribut regular en tropes i diners a canvi de seguretat. Filadelfia era l'últim assentament independent cristià grec de l'oest de l'Àsia Menor i el 1378 Manuel II Paleòleg va prometre lliurar-la als turcs a canvi de l'ajuda del sultà otomà en una nova guerra civil romana però, els ciutadans de Filadelfia es van negar a rendir-se i en 1390 Baiazet I va convocar els líders de la guerra civil Manuel II Paleòleg i Joan VII Paleòleg ordenant que s'incorporessin a les forces assetjadores, fins que va ser presa la ciutat per part dels turcs. Els otomans havien guanyat la guerra i l'Imperi Romà d'Orient va ser reduït a Constantinoble i uns pocs assentaments, i es va veure obligat a reconèixer la seva condició de vassall del sultà otomà, que va continuar fins al 1394.
La derrota dels croats a Nicòpolis va consolidar les posicions otomanes als Balcans i Valàquia se'ls va sotmetre, i això va convèncer Manuel d'anar a Europa occidental per demanar ajuda mentre Joan, amb qui s'havia reconciliat, liderava la defensa de la ciutat contra els otomans. Quan Tamerlà del Kanat de Txagatai es va dirigir a Anatòlia, Bayezid I va aixecar el setge per enfrontar-se a la batalla d'Ankara, en la qual les forces de Tamerlà van derrotar a les forces de Bayezid, que fou capturat. Tamerlà va morir el 1405 i tres dels fills de Baiazet que van quedar vius després de la batalla es repartien, cap al 1410, les regions romanents de l'imperi i van començar a lluitar entre ells. El major, Süleyman Çelebi, governava el nord de Grècia, Bulgària i Tràcia. El seu germà Isa Çelebi governava Grècia i la part més occidental d'Anatòlia, però, aquest últim va ser enderrocat pel seu mig-germà petit Mehmet Çelebi i expulsat de la seva capital a Bursa el 1404. Süleyman aprofitar l'ocasió per apoderar també del sud de Grècia, mentre Mehmet regia Anatòlia. Mehmet va enviar al seu germà petit Musa a travessar el mar Negre amb un gran exèrcit per expulsar Suleiman. Musa va vèncer a Suleiman a Bulgària el 1410, i aquest últim es va veure forçat a retirar-se al sud de Grècia. Musa es va proclamar llavors sultà. Mehmed va enfurir, i va enviar un petit exèrcit a Gal·lípoli, on va ser derrotat. Davant aquesta circumstància, Mehmet es va aliar amb Manuel II Paleòleg, que pel tractat de Gal·lípoli signat amb Süleyman van poder recuperar Tessalònica i bona part del Peloponès, i tres anys més tard va enviar un exèrcit que va derrotar completament a Musa a Kamerlu, Sèrbia. Després d'aquesta victòria, va ser fàcil per Mehmed enderrocar al seu últim germà que estava a Grècia, i convertir-se en Sultà.
Les guerres entre turcs i grecs van continuar amb el setge de Tessalònica als venecians i els otomans van acabar conquerint la ciutat el març de 1430 assegurant el seu domini sobre Macedònia i van avançar lliurement sobre el centre i el sud de l'actual Grècia, saquejant-ho tot al seu pas. Al seu torn també van avançar cap a l'oest, on Murat va xocar a les muntanyes d'Albània amb la resistència del guerriller Skanderbeg. L'Imperi Romà d'Orient acabà amb la caiguda de Constantinoble el 1453.

### Guerres búlgaro-otomanes
Les guerres búlgaro-otomanes es van lliurar entre el Segon Imperi Búlgar i l'Imperi Otomà, a la segona meitat del segle xiv. Les guerres van acabar amb la conquesta otomana de Sofia en 1382 i de Veliko Tàrnovo el juliol de 1393 marcant el final del Segon Imperi Búlgar i l'Església Ortodoxa Búlgara. encara que altres estats búlgars van aguantar una mica més, com el tsarat de Vidin d'Ivan Sratsimir va resistir fins al 1396 caient després de la batalla de Nicòpolis i el Despotat de Dobrudja fins al 1411. Com a resultat de les guerres, l'Imperi Otomà va expandir molt el seu territori a la península balcànica, que s'estenia des del Danubi fins al mar Egeu.

### Guerres otomanosèrbies
Tot i que l'any 1389, l'any de la Batalla de Kosovo enfront dels geníssers, es considera com la fi de l'Imperi Serbi, els serbis es van organitzar en el Despotat de Sèrbia, que es considera el naixement de la nació sèrbia. El Despotat de Sèrbia de Lazar Hrebeljanović i el Principat de Zeta, va sobreviure durant 70 anys més, experimentant un renaixement cultural i polític a la primera meitat del segle xv

### Guerra amb Moldàvia
El principat fou atacat per primer cop pels otomans el 1420 amb el setge de Akkerman que no va reeixir. El 1428 a proposta del Khan Ulug Muhammad de l'Horda d'Or, els tàrtars i els otomans van atacar conjuntament el principat.

### Croada de Varna
El papa Eugeni IV l'1 de gener del 1443 va fer una crida a contrarestar l'expansió de l'Imperi Otomà als Balcans i 1444 diversos monarques europeus van organitzar una croada comandada per Ladislau de Polònia, János Hunyadi, Voivode de Transsilvània i Felip III de Borgonya. Entre el 18 i el 22 de setembre un exèrcit croat travessava el Danubi provocant que els vassalls dels Balcans miressin de recuperar la independència i el gran visir va cridar a Murad II a dirigir l'exèrcit duent a confusió, ja que no estava clar si Murad II havia abdicat realment o continuava sent el sultà, però oficialment Mehmet II restava al tron. La croada culminà en una decisiva victòria otomana sobre els aliats croats en la batalla de Varna el 10 de novembre del 1444, en la qual Ladislau i el legat papal Julian Cesarini moriren.
La victòria otomana a Varna, seguida per la segona batalla de Kosovo el 1448, impedí que els estats europeus poguessin enviar un ajut militar significatiu als romans d'Orient durant la conquesta otomana de Constantinoble el 1453. Tot i que Pius II declarà oficialment tres anys de croada en el concili de Màntua per recuperar Constantinoble, els líders que primer prometeren portar 80.000 soldats, després se'n desdiren. L'Imperi Otomà estigué lliure durant dècades d'intents per part dels europeus de fer-los fora.

## Expansió territorial (1453-1683)
L'expansió territorial de l'Imperi Otomà (1453-1683) és el període de la història de l'Imperi Otomà que va seguir la creació i el sorgiment de l'imperi (1299-1453).

### Conquesta del despotat de Sèrbia
Després de la caiguda de Constantinoble el 1453, Mehmet II va preparar una ofensiva per sotmetre el Regne d'Hongria. El seu objectiu immediat va ser la fortificació fronterera de la ciutat de Belgrad. János Hunyadi, un noble guerrer hongarès de llinatge valac, i que ja havia actuat en moltes batalles contra els otomans en les dues dècades anteriors, esperava que es produís aquest atac. El setge de Belgrad. finalment es va convertir en una gran batalla, durant la qual Hunyadi va dirigir un sobtat contraatac que va arrasar el campament turc i va obligar el sultà Mehmet II, ferit en l'atac, a aixecar el setge i retirar-se. La victòria va aturar l'avanç de l'Imperi Otomà cap a l'Europa catòlica durant uns 70 anys, tot i conquerir el despotat de Sèrbia l'any 1459, tot i alguna petita incursió, com la presa d'Òtranto de 1480 a 1481 i les ràtzies a Croàcia i Estíria el 1493.

### Guerra amb Moldàvia
El 1456, Pere III Aaron va acceptar pagar als otomans un tribut anual de 2.000 ducats d'or per assegurar les seves fronteres del sud i els comerciants del principats van rebre la llibertat de comerç a tot l'Imperi Otomà, convertint-se així en el primer governant moldau a acceptar les demandes turques. El seu successor Esteve III de Moldàvia va rebutjar la sobirania otomana i va tornar a ser vassall de Polònia, i es va produir una sèrie de guerres ferotges i va rebutjar un atac de Crimea el 1469. Esteve va intentar posar Valàquia sota la seva esfera d'influència i va donar suport a la seva pròpia elecció per al tron de Valàquia donant lloc a una lluita duradora entre diferents governants valacs recolzats per hongaresos, otomans i Esteve. Un exèrcit otomà comandat pel governador de Rumèlia el Hadim Pasha va ser enviat el 1475 per castigar Esteve per la seva intromissió a Valàquia però els otomans van patir una gran derrota a la batalla de Vaslui. Mehmet II va reunir un gran exèrcit i va entrar a Moldàvia el juny de 1476. Mentrestant, grups de tàrtars del khanat de Crimea, aliats dels otomans, van ser enviats per atacar Moldàvia. Llavors Mehmet II va envair el país i va destruir la capital Suceava (juliol de 1476). El 1484 en una acció conjunta amb el kan de Crimea, els otomans van ocupar Akkerman i Kili (els crimeans van ocupar Kawshan i Tombasar). Finalment Esteve va haver de reconèixer la sobirania otomana (1492) i pagar tribut a la Porta.

### Primera guerra turco-veneciana (1463-1479)
La primera guerra turco-veneciana va ser un conflicte entre la República de Venècia i els seus aliats contra l'Imperi Otomà, desenvolupada entre el 1463 i el 1479. Lliurada poc després de la caiguda de Constantinoble, Venècia, pel Tractat de Constantinoble va haver de signar una pau humiliant que va haver de pagar un tribut de 10.000 peces d'or (25 de gener de 1479) i la important plaça veneciana de Scutari va passar als otomans així com els seus enclavaments a Albània i Grècia, destacant l'illa de Negrepont (Euboea), que havia estat un protectorat venecià durant segles. Part de la població del continent va migrar a les illes.
El setge de Rodes, de maig a agost de 1480 va fracassar, però la segona fou ocupada l'11 d'agost però l'any 1481 un setge cristià va recuperar la ciutat per al Regne de Nàpols.

### Resistència croata

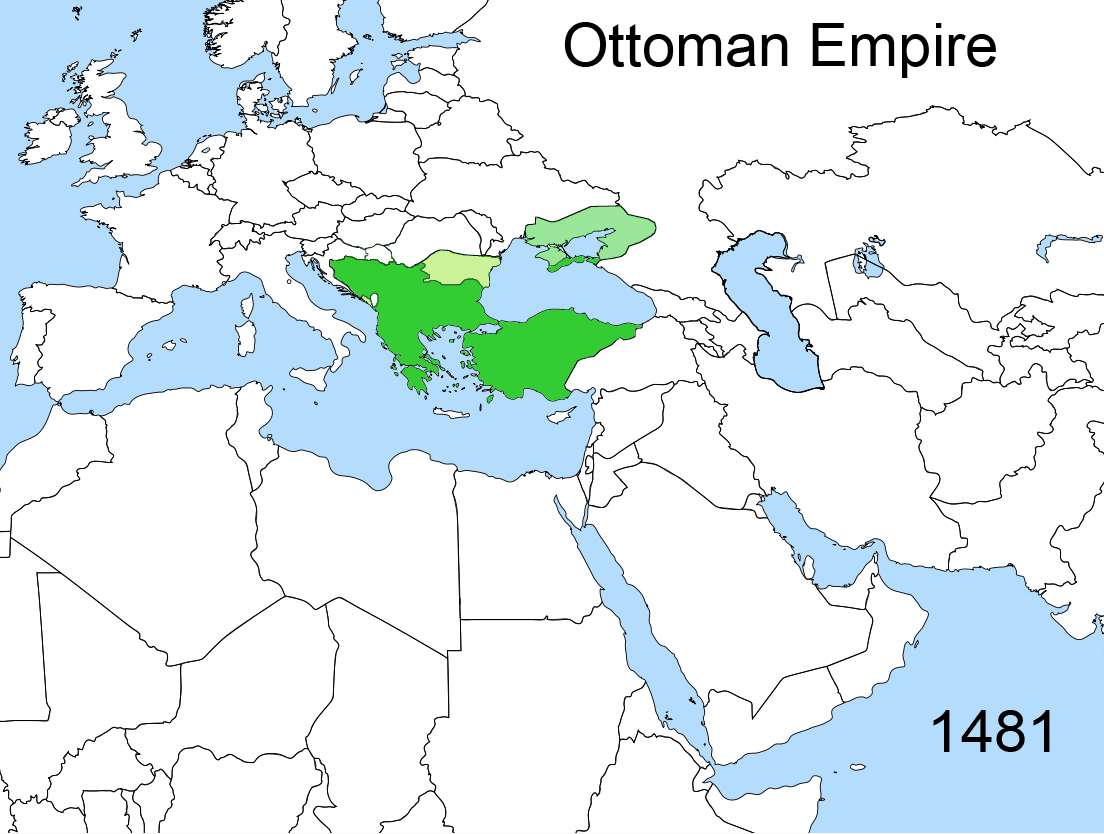
L'Imperi Otomà en 1481 a la mort de Mehmet II

L'Imperi Otomà va voler aprofitar la feblesa hongaresa a la mort de Maties Corví en 1490, quan es va desfermar la Guerra de Successió Hongaresa, La noblesa croata va patir una forta derrota a la batalla del camp de Krbava en 1493 però l'Imperi Otomà no va tenir guanys territorials com a resultat de la victòria i la pau entre els regnes de Croàcia i Hongria i l'Imperi Otomà es va signar l'abril de 1495. Les següents grans incursions otomanes es van produir el 1512 i el 1513, i van donar lloc a la victòria croata a la batalla de Dubica. En dècades posteriors, a causa dels constants atacs otomans, les poblacions croates locals es van traslladar a les zones més segures del nord-oest de Croàcia, la costa i les illes, i també fora del país. L'Imperi Otomà progressivament va conquerir zones del Regne de Croàcia entre el riu Vrbas i el riu Kupa. En 1483, després de la batalla d'Una es va signar una treva per set anys amb Baiazet II que va durar fins a la mort del rei Maties Corví el 1490 però van seguir els enfrontaments locals a les fronteres. El sultà va fer servir aquesta treva per reforçar el seu lideratge i preparar forces noves per una futura expansió del seu imperi cap a l'oest, que va continuar a partir del 1490. Croàcia va tenir una altra victòria sobre els otomans a la batalla de Vrpile el 1491, però també una derrota a la batalla del camp de Krbava el 1493, i va aturar definitivament el seu avanç el 1593 a la batalla de Sisak i la resta de terres va romandre sota el control del Regne de Croàcia. Es va emprar contra els serbis i croats l'elit de l'exèrcit otomà, els geníssers (en turc  yeniçeri ) que constituïen unitats d'infanteria ensinistrades, moltes vegades s'empraven captius cristians.

### Solimà el Magnífic
Solimà I va ser un dels sultans més reeixits de l'Imperi Otomà. En els països occidentals és conegut com el Magnífic . Va pujar al tron del sultanat el 1520, i va governar fins al 1566. Va conquerir les ciutats musulmanes més sagrades La Meca, Medina, Jerusalem, Damasc i Bagdad. A l'agost 1521 va ser conquerir gairebé tota Sèrbia, reblant-ho el 1522 amb la conquesta de Rodes.
El 29 d'agost de 1526 va ser el triomfador de batalla de Mohács en què va derrotar les forces aliades cristianes dirigides per Lluís II d'Hongria. La batalla va significar la fi del Regne d'Hongria, donant la victòria una gran confiança al sultà otomà. Així a partir de 1541, Suleiman va passar a controlar de la major part de l'actual Hongria i les antigues Transsilvània, Valàquia i Moldàvia convertint-se en el seu sultà.

### Guerra turcoveneciana de 1499-1503
La Segona guerra turco-veneciana fou el conjunt de batalles navals entre l'Imperi Otomà i la República de Venècia pel control de les terres que van ser controvertides entre les dues parts en el mar Egeu, la Mar Jònica i el mar Adriàtic. La primera d'aquesta guerra, la batalla de Zonchio, va ser la primera batalla naval en la història en què es van usar canons en els vaixells contra altres vaixells (com a mínim, la primera de la que tenim documentació) Els turcs, sota el comandament de l'almirall Kemal Reis, van sortir victoriosos en aquests conflictes i van obligar els venecians a reconèixer les victòries otomanes el 1503, després que les incursions de la cavalleria turca arribessin al territori venecià, al nord d'Itàlia.

### Guerra d'Itàlia de 1535-1538
Francesc I de França i Solimà I el Magnífic es van aliar contra l'emperador habsburg per envair conjuntament Itàlia, Francesc passant per Llombardia al nord i Solimà a través d'Apulia al sud, però Solimà no estava preparat per una invasió a gran escala del Regne de Nàpols i les tropes otomanes que van desembarcar a Otranto el 23 de juliol de 1537 es van retirar perquè Francesc atacava la Llombardia.

### Guerra turco-veneciana (1537-1540)
El desembarcament otomà a Apulia i la presència de la gran flota otomana a l'estret d'Otranto van generar una por considerable a Roma que seguís una invasió a gran escala. La tercera guerra turco-veneciana tingué lloc quan Solimà el Magnífic es va enutjar per un tractat signat entre la República de Venècia i l'Imperi dels Habsburg de Carles V. Un dels principals esdeveniments de la guerra va ser el fallit setge de Corfú entre agost i setembre de 1537, i la decisiva Batalla de Préveza el 28 de setembre de 1538, seguida del seguit pel setge de Castelnuovo en 1539. La pau entre Venècia i l'Imperi Otomà es va signar el 2 d'octubre de 1540, pel qual els venecians cedien les illes d'Andros, Naxos, Paros i Santorini i les fortaleses de Monemvasia i Nauplia, darreres que conservava al Peloponès.

### Guerra russo-turca (1568–1570)
El 1568, el gran visir Sokollu Mehmed Paixà, el poder real en l'administració de l'Imperi Otomà sota Selim II, va iniciar el primer conflicte entre l'Imperi Otomà i el seu futur rival nord-rival de l'Imperi Rus. L'estiu de 1569 en resposta a la interferència de Moscovy en les peregrinacions comercials i religioses otomanes, l'Imperi Otomà va enviar a Kasim Paşa una gran força de 20.000 turcs i 50.000 tàtars per posar setge a Astrakhan. Mentrestant, una flota otomana va assetjar Azov. No obstant això, una sortida de la guarnició sota el comandament de Knyaz (príncep) Serebrianyi-Obolenskiy, el governador militar d'Astracan, va fer retrocedir els assetjadors. Un exèrcit de socors rus de 30.000 homes va atacar i va dispersar els obrers i la força tàtara va enviar la seva protecció. De camí cap a casa, fins al 70% dels soldats i treballadors restants es van congelar a les estepes o es van convertir en víctimes d'atacs dels circassians. La flota otomana va ser destruïda per una tempesta. L'Imperi Otomà, tot i que va ser derrotat militarment, va aconseguir un pas segur per als pelegrins i comerciants musulmans de l'Àsia central i la destrucció del fort rus al riu Tèrek. A principis del 1570 els ambaixadors del tsar Ivan IV de Rússia van acordar un nou tractat a Istanbul que restablia les relacions amistoses entre el soldà i el tsar.

### Guerra turco-veneciana (1570-1573)
La Quarta Guerra turco-veneciana va començar amb la invasió otomana de l'illa de Xipre, llavors controlada per la República de Venècia. La capital Nicòsia i diverses altres ciutats van caure ràpidament en mans d'un exèrcit otomà considerablement superior, deixant només Famagusta en mans venecianes. Els reforços cristians es van retardar i Famagusta va caure finalment l'agost de 1571 després d'un setge d'11 mesos. Dos mesos més tard, a la batalla de Lepant, la flota cristiana unida va destruir la flota otomana, però no va poder aprofitar aquesta victòria. Els otomans van reconstruir ràpidament les seves forces navals i Venècia es va veure obligada a negociar una pau separada, cedint Xipre als otomans i pagant un tribut de 300.000 ducats.

### Llarga Guerra Turca (1593-1606)
La Llarga Guerra Turca va ser una guerra indecisa entre la monarquia dels Habsburg i l'Imperi Otomà, principalment sobre els principats de Valàquia, Transsilvània i Moldàvia que es va dur a terme des del 1593 fins al 1606 i que a Europa es coneix de vegades com a Guerra dels Quinze Anys, incorporant la campanya turca de 1591-92 que va capturar Bihać.

### Guerra otomano-polonesa (1620-1621)
La guerra otomano-polonesa (1620-1621) va obligar la Confederació de Polònia i Lituània a retirar-se de Moldàvia, però la victòria de Segimon III Vasa sobre els turcs a la batalla de Khotín va disminuir la supremacia del sultanat i finalment va provocar l'assassinat d'Osman II.

### Guerra de Càndia (1645-1669)

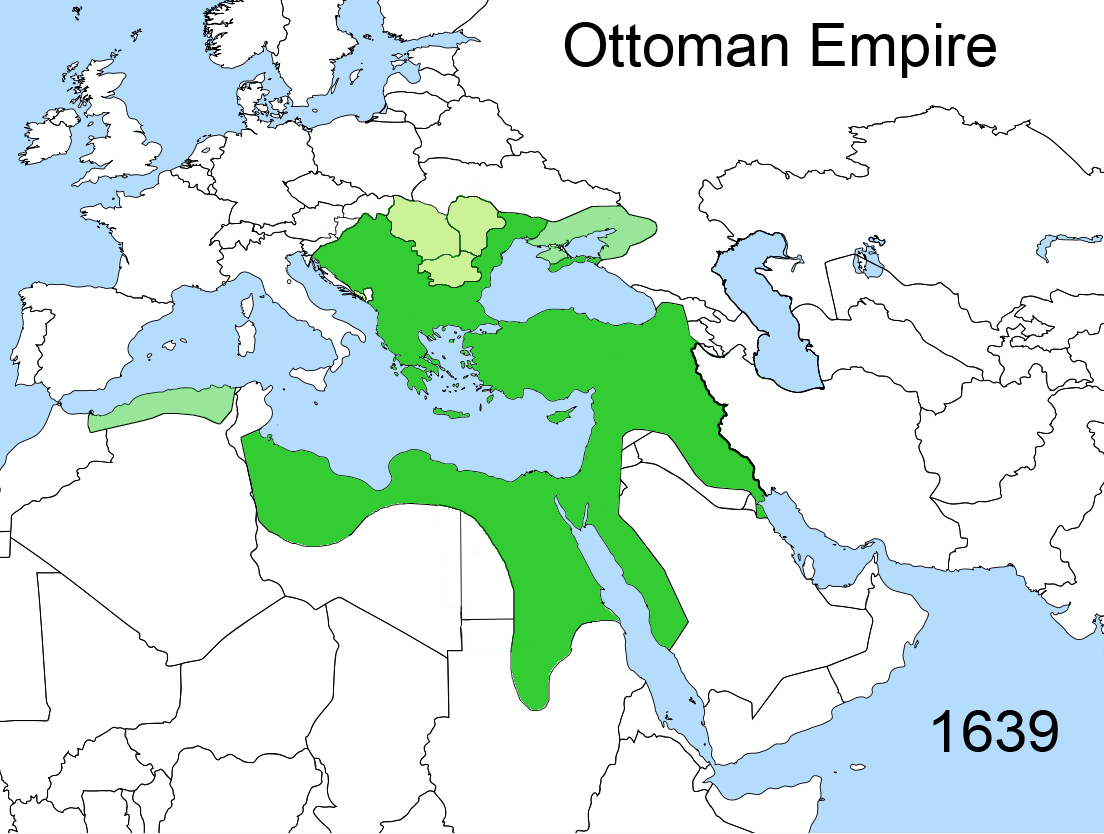
L'Imperi Otomà en 1639, poc abans de la mort de Murat IV

La Guerra de Càndia va ser un conflicte entre la República de Venècia i els seus aliats (el principal d'ells els Cavallers de Malta, els Estats Pontificis i França) contra l'Imperi Otomà i els Estats de Barbaria lluitada en gran part per l'illa de Creta, la possessió d'ultramar més gran i rica de Venècia. La major part de Creta va ser conquerida pels otomans durant els primers anys de la guerra, però la fortalesa de Càndia, la capital de Creta, va resistir amb èxit, infligint als Dardanels en 1656 la derrota més greu dels otomans des de la batalla de Lepant, però reforçant la flota al març del 1657 els otomans van aconseguir evadir el bloqueig venecià de l'estret, trencant el bloqueig i recuperant Lemnos i Tenedos.
El conflicte prolongat va esgotar l'economia de la República, que es basava en el lucratiu comerç amb l'Imperi Otomà. Els otomans, d'altra banda, després d'haver aconseguit mantenir les seves forces a Creta i revigorats sota el lideratge de la família Köprülü, van enviar una gran expedició el 1666 sota la supervisió directa del Gran Visir, que va acabar amb la rendició negociada de la fortalesa acabant la guerra amb una victòria otomana. En el tractat de pau final, Venècia va conservar unes poques fortaleses insulars aïllades davant de Creta i va aconseguir alguns guanys territorials a Dalmàcia.

### Guerra austro-otomana (1663–1664)
En 1663, els otomans van endegar una desastrosa invasió d'Àustria, que finalitzà en la Batalla de Sant Gotard. La batalla va ser guanyada pels cristians, sobretot a través de l'atac de 6.000 soldats francesos dirigits per La Feuillade i Coligny. Els austríacs no van poder donar continuïtat a aquesta victòria i van haver de signar la pau de Vasvár favorable als otomans a causa de l'amenaça francesa a la frontera occidental, i en aquestes circumstàncies, els aliats protestants dels Habsburg catòlics, que havien demostrat ser poc fiables, volien, en comptes de tenir als austríacs com a aliats, lluitar contra els francesos en una coalició alemanya.

### Guerra poloneso-turca (1672-1676)
Després d'haver capturat i devastat Podíl·lia prenent la fortalesa de Kàmianets-Podilski en 1672 i aconseguint la màxima extensió de l'imperi, el govern otomà es va esforçar per estendre el seu domini a tota el Marge dret d'Ucraïna amb el suport del seu vassall l'Hetman Petro Doroxenko, però la política proturca d'aquest últim va causar descontentament entre molts cosacs ucraïnesos, que elegirien Ivan Samoilovich (Hetman del Marge esquerre d'Ucraïna) com a únic Hetman de tota Ucraïna el 1674. Doroxenko va continuar mantenir Chyhyryn i va utilitzar el suport de l'exèrcit turco-tatar Fins que les forces russes i ucraïneses sota el comandament de Samoilovich i Grigory Romodanovsky van assetjar Chyhyryn i van obligar Doroshenko a rendir-se el 1676. Deixant una guarnició a Chyhyryn, els exèrcits russos i ucraïnesos es van retirar a la riba esquerra del Dnièper. La guerra va acabar el 1676 amb el tractat de Bakhchisarai.

### Guerra russo-turca (1676-1681)
El juliol de 1677, el sultà va ordenar al seu exèrcit sota el comandament d'Ibrahim Pasha que avancés cap a Chyhyryn, que va quedar assetjada però la cavalleria russa i ucraïnesa va atacar i va desbordar el campament de l'exèrcit turco-tàtar, el 28 d'agost, causant greus baixes i l'endemà, Ibrahim Pasha va aixecar el setge de Chyhyryn. i el Khan de Crimea Selim I Giray va perdre el seu tron.
El juliol de 1678 l'exèrcit turc del Gran Visir Kara Mustafa Paixà amb l'exèrcit tàtar de Crimea van assetjar Chyhyryn una vegada més. que va caure l'11 d'agost i l'exèrcit rus es va retirar més enllà del Dnièper, derrotant a l'exèrcit turc perseguidor, que finalment els deixaria en pau. Més tard, els turcs es van apoderar de Kanev i van establir el poder de Iuri Khmelnitsky a la riba dreta d'Ucraïna, però no es van atrevir a anar a Kíev, on estaven les tropes russes.
El tractat de Bakhchisarai acordat per 20 anys i havien acceptat el riu Dnieper com a línia de demarcació entre l'Imperi Otomà i el domini de Moscou i van acordar no establir-se al territori entre els rius Bug meridional i Dnieper. Després de la signatura del tractat, l'horda Nogai encara conservaven el dret a viure com a nòmades a les estepes del sud d'Ucraïna, mentre que els cosacs conservaven el dret a pescar al Dnièper i els seus afluents, per obtenir sal al sud, i per navegar pel Dnièper i el mar Negre. El soldà otomà va reconèixer llavors la sobirania de Moscòvia a la regió d'Ucraïna de la riba esquerra i el domini cosac de Zaporozhi, mentre que la part sud de la regió de Kíev, la regió de Bratslav i Podolia van quedar sota control otomà.

## Estancament (1683-1827)
L'estancament de l'Imperi Otomà (1683-1827) és el període de la història de l'Imperi Otomà que va després del període d'expansió territorial (1453-1683). Al final d'aquest període, va venir el període de davallada de l'imperi.

### Gran guerra turca (1683-1699)

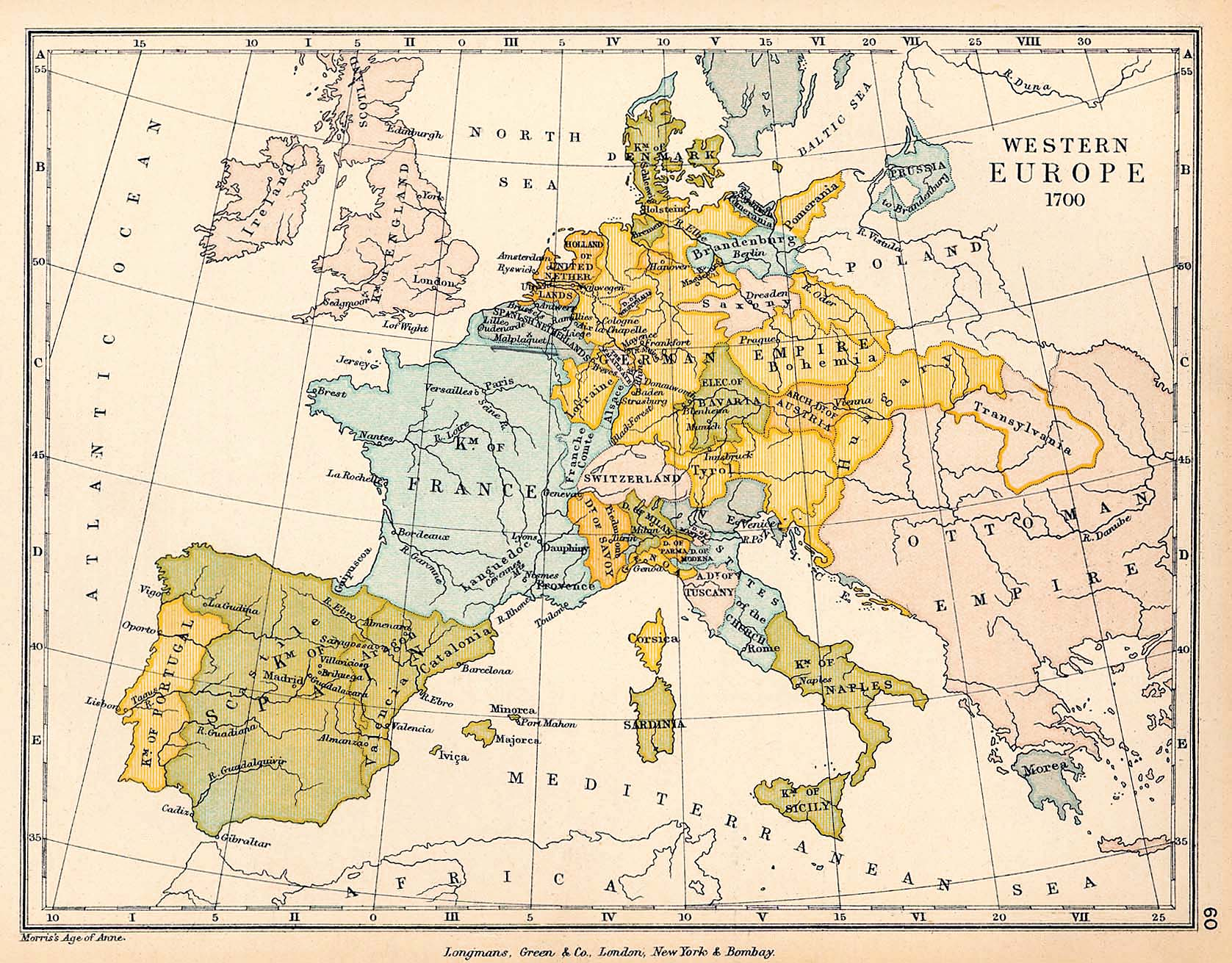
Europa el 1700 després del Tractat de Karlowitz

La Gran Guerra Turca és el nom pel qual es coneixen els conflictes que van enfrontar a l'Imperi Otomà i els seus aliats els tàrtars de Crimea durant gran part del segle xvii contra el Sacre Imperi Romanogermànic, la Confederació de Polònia i Lituània, la República de Venècia i el Tsarat Rus. Aquestes diferents guerres foren degudes al restabliment del poder otomà i signifiquen l'últim intent dels turcs d'estendre's per Europa. Els regnes cristians s'uniren formant la Santa Lliga. El 1688 Belgrad i la major part de la plana panònica van ser ocupades pels Habsburg. Els francesos van començar a preocupar-se que els seus rivals dels Habsburg es fessin massa poderosos i finalment es tornarien contra França i van envair l'Electorat del Palatinat per assetjar Philippsburg el 27 de setembre de 1688, trencant la treva i desencadenant la Guerra dels Nou Anys, que va donar l'oportunitat al nou gran visir de reorganitzar i revigoritzar l'exèrcit otomà. Finalment les conquestes cristianes obligaren als otomans a signar el Tractat de Karlowitz que marcà l'inici del replegament otomà als Balcans.

#### Guerra poloneso-turca (1683–1699)
La Guerra poloneso-turca (1683–1699) és el front polonès de la Gran Guerra Turca, que va començar amb una gran victòria polonesa a la batalla de Viena el 1683, i va acabar amb el Tractat de Karlowitz, que va restituir a la Confederació de Polònia i Lituània la Podíl·lia que havia perdut en l'anterior guerra poloneso-turca. Va ser l'últim conflicte entre la Confederació i l'Imperi Otomà, però malgrat la victòria polonesa, la guerra va marcar la decadència del poder no només de l'Imperi Otomà, sinó també de la Confederació, que mai més interferiria en els afers fora de les seves fronteres en retrocés. Els turcs romandrien permanentment al sud del riu Danubi, i ja mai més no pogueren amenaçar l'Europa central.

#### Guerra de Morea (1684–1699)
La Guerra de Morea es va lliurar entre 1684-1699, com a part de la Gran Guerra Turca, entre la República de Venècia i l'Imperi Otomà. Les operacions militars van anar des de Dalmàcia fins al Mar Egeu, però la campanya principal de la guerra va ser la conquesta veneciana de la península de Morea al sud de Grècia per venjar la pèrdua de Creta uns anys abans mentre els otomans lluitaven a la seva frontera nord contra els Habsburgs i no van poder concentrar les seves forces contra la República. Com a tal, la Guerra de Morea té la distinció de ser l'únic conflicte otomano-venecià, del qual Venècia va sortir victoriós, guanyant un territori significatiu. El Tractat de Karlowitz va confirmar la possessió veneciana de Cefalònia, Morea i l'illa d'Aigina, tanmateix, la revitalització expansionista de Venècia seria de curta durada, ja que els seus guanys serien revertits en la guerra de 1714 a 1718.

#### Guerra russo-turca (1686-1700)
La Guerra russo-turca (1686-1700) va l'escenari de la Gran Guerra Turca entre l'Imperi Rus i l'Imperi Otomà, que va començar quan Rússia, llavors governada per la regent Sophia Alexeievna es va unir a la coalició antiturca. Durant la guerra, els exèrcits russos van establir les campanyes de Crimea del 1687 i el 1689 i les campanyes d'Azov del 1695 i el 1696. Amb la preparació de Rússia per a la guerra amb l'Imperi Suec, va concloure el tractat de Constantinoble amb l'Imperi Otomà el 1700, posant fi a la guerra.

### Guerra russo-turca (1710-1711)
La Guerra russo-turca de 1710 i 1711 s'emmarcà en la Gran Guerra del Nord, una llarga sèrie de conflictes al nord i l'est d'Europa entre 1700 i 1721, en la qual va estar en joc la supremacia al Mar Bàltic originada per la rivalitat entre Suècia, dominadora del nord d'Europa, i els seus veïns Rússia, el Regne de Dinamarca i Noruega i la República de les Dues Nacions; aquests tres estats, juntament amb l'Electorat de Saxònia, formaren una coalició antisueca el 1700. La guerra podria haver-se desenvolupat dins la Guerra de Successió Espanyola el 1707, però els suecs rebutjaren les invitacions de França per involucrar-se en un conflicte aliè. Les aliances canviaren en decurs de la guerra. La coalició aliada va ser trencada per les importants victòries sueques, però es va restablir el 1709, després del fracàs d'una invasió sueca a Rússia.
Carles XII de Suècia, necessitat d'una aliança militar va intentar atreure a la guerra al sultà, un vell enemic del tsar. Encara que no va rebre el comandament d'un exèrcit turc, si que va aconseguir, en canvi convèncer a Ahmet III de declarar la guerra a Rússia el 1711, prometent l'arribada de l'exèrcit suec destacat a Polònia. La guerra russo-turca fou molt breu, i es va limitar a una campanya russa sobre Moldàvia comandada per Boris Sheremetiev i el mateix tsar Pere I, amb el suport de Dimitrie Cantemir, príncep de Moldàvia. A la batalla del Pruth, el 10 de juliol d'aquell any, Pere I fou derrotat per un exèrcit turc, d'uns 200.000 homes, sota el comandament del gran visir Baltacı Mehmed Paixà. Ahmet III va considerar un atac sobre Moscou, però va haver de renunciar a aquest pla, degut a l'esclat d'un conflicte intern a l'imperi. En el mateix mes de juliol, l'influent gran visir Baltaci Mehmed, que desconfiava de la ingerència sueca a l'Imperi, firmà la pau amb Rússia. D'acord amb les condicions acordades, Rússia cedí Azov als otomans, enderrocà la fortalesa de Taganrog i es va comprometre a no interferir en els assumptes polonesos, un altre país enemic tradicional dels otomans. Finalment el juny de 1713 es va signar amb Rússia el tractat d'Adrianòpolis, per 25 anys, que confirmava els termes del tractat del Pruth.

### Guerra turco-veneciana (1714-1718)
La Guerra entre la República de Venècia i l'Imperi Otomà entre lluitada entre 1714 i 1718 va ser l'últim conflicte entre les dues potències, i va acabar amb una victòria otomana i la pèrdua de la major possessió de Venècia a la península grega, el Peloponès (Morea). Venècia es va salvar d'una derrota més gran per la intervenció d'Àustria el 1716. Les victòries austríaques van portar a la signatura del Tractat de Passarowitz el 1718, que va posar fi a la guerra.

### Guerra austroturca (1716-1718)

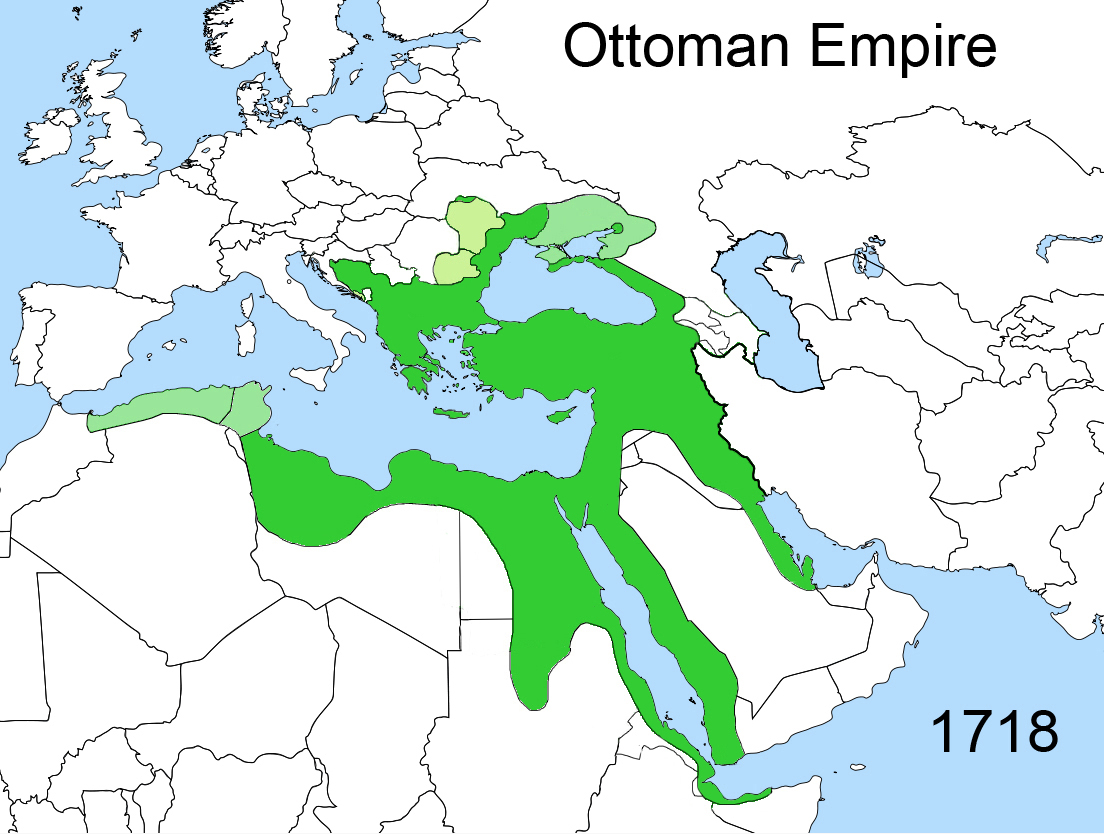
L'Imperi Otomà en 1718

La guerra austro-turca de 1716 a 1718 va esclatar quan, per venjar-se de la seva derrota a Viena el 1683, l'exèrcit de Baltadji Mehmed Paixà va derrotar l'exèrcit rus de Pere I de Rússia i Damat Ali Paixà va reconquerir Morea als venecians. Com a garant del Tractat de Karlowitz, els austríacs van declarar la guerra l'abril de 1716. Eugeni de Savoia va derrotar en 1716 els turcs a la batalla de Petrovaradin conquerint el Banat i Timișoara, la seva capital. L'any següent, després que els austríacs prenguessin Belgrad, els turcs van signar el Tractat de Passarowitz. Els Habsburg van aconseguir el control de Belgrad, el Banat i parts del nord de Sèrbia. Valàquia, vassall otomà, va cedir Oltènia als Habsburg, que va establir el Banat de Craiova. Els turcs van mantenir el control només del territori al sud del Danubi.

### Guerra russo-turca (1735-1739)

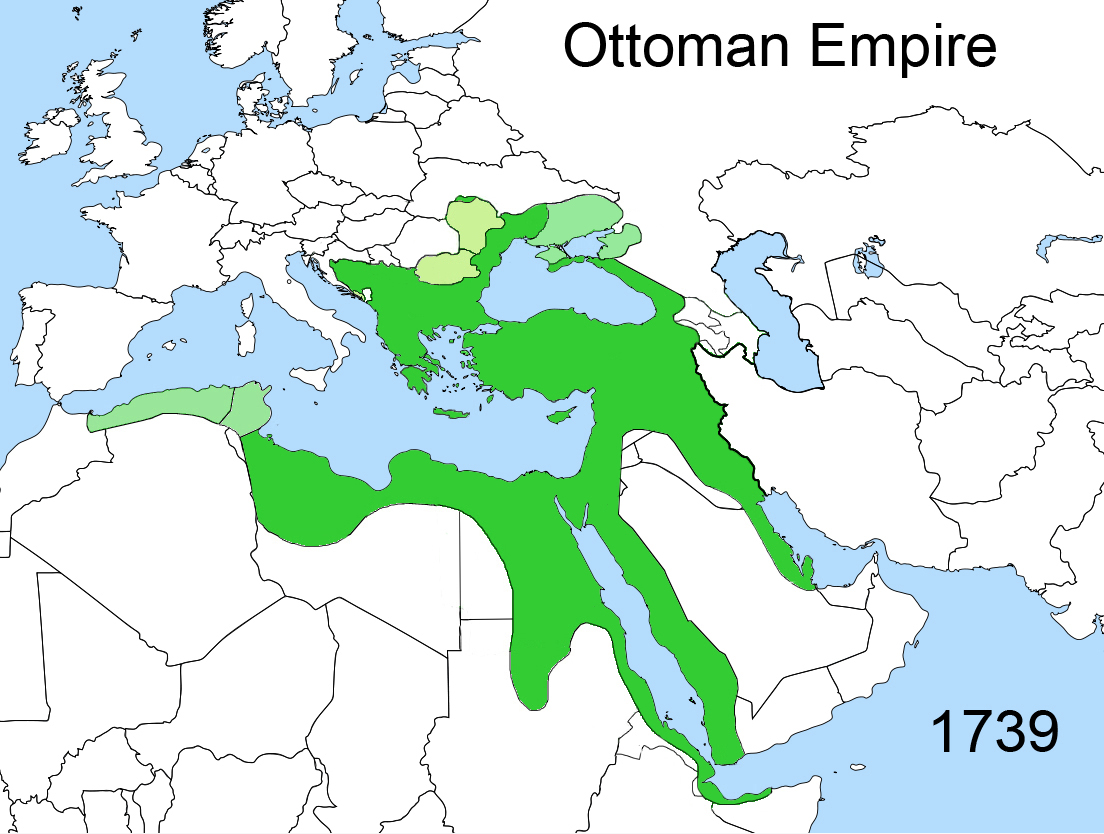
Extensió de l'imperi en 1739

La guerra russo-turca de 1735 a 1739 va ser el quart conflicte bèl·lic entre l'Imperi Rus i l'Imperi Otomà. El casus belli de la guerra van ser les incursions dels tàrtars de Crimea, vassalls dels otomans a l'Hetmanat cosac i les campanyes militars dels kans al Caucas, tot i que el conflicte ja venia gestant-se des d'anys abans, a causa de les diferències entre els dos imperis sobre el destí de la Confederació de Polònia i Lituània i del desig rus de guanyar un accés al mar Negre, monopolitzat fins aleshores pels otomans.

### Guerra russo-turca (1768-1774)
La guerra russo-turca de 1768 a 1774 va ser un conflicte decisiu que va establir el control rus de facto sobre el sud d'Ucraïna, fins llavors dominada per l'Imperi Otomà a través del seu estat titella, el Kanat de Crimea. La guerra va ser una conseqüència inesperada de la tensa relació que es vivia al Regne de Polònia, on diversos nobles es van revoltar contra el govern del rei Estanislau II de Polònia, antic amant i titella de l'emperadriu Caterina II de Rússia. Aquests nobles, reunits en l'anomenada Confederació de Bar, atacaven les tropes russes desplegades a Polònia en suport d'Estanislau II i després es retiraven a països veïns per protegir-se de les represàlies russes. Devlet IV Giray esdevé definitivament independent dels otomans mercè el Tractat de Küçük Kaynarca del 1774, pel qual Turquia també renuncia als seus drets sobre les fortaleses sobre la regió del Kuban i la península de Taman, però no provocaren més que friccions.

### Guerra russo-turca (1787-1792)

Teatre d'operacions de la guerra russo-turca (1787-1792)

La guerra russo-turca de 1787 a 1792 fou a causa de l'intent frustrat de l'Imperi Otomà per reconquerir territoris cedits a Rússia en el curs de la guerra russo-turca de 1768 a 1774. Pel Tractat de Iași, signat amb Rússia el 9 de gener del 1792, l'Imperi Otomà va reconèixer l'annexió russa del Kanat de Crimea (efectuada en el 1783) i va cedir Yedisan (Khadsibey i Otxakiv) a Rússia, passant el Dnièster a ser la frontera europea entre els dos països. La frontera asiàtica (el riu Kuban) va romandre intacta.

### Guerra austro-turca (1788–1791)
Els austríacs van entrar a la guerra que enfrontava russos i otomans el febrer de 1788, quan els otomans s'havien concentrat a Belgrad i els austríacs confiaven en el suport rus a Moldàvia. El juliol els otomans van travessar el Danubi i van irrompre al Banat austríac però els otomans van evacuar Bessaràbia i Valàquia i Ernst Gideon von Laudon va reconquerir Belgrad i Bucarest i Sèrbia fou ocupada pels Habsburg. El Tractat de Sistova del 4 d'agost de 1791 va cloure la guerra i Àustria va retornar tot el territori conquerit tret de la cessió d'Orsowa.

### Segona Coalició (1798-1800)

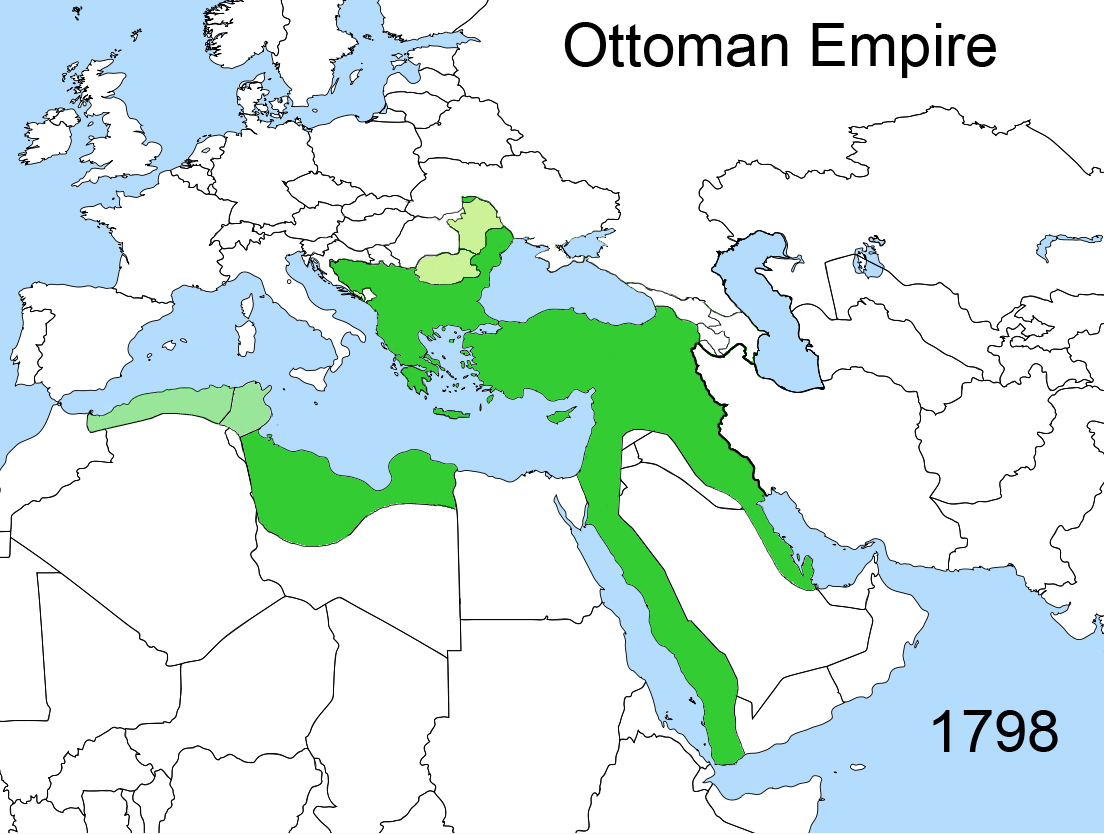
Extensió de l'imperi en 1798

L'Imperi Otomà va lluitar en la Campanya napoleònica d'Egipte i Síria de la Segona Coalició, i en sòl europeu va participar amb els russos patrullant el mediterrani i al setge de Corfú. El tractat d'Amiens entre el Regne Unit de la Gran Bretanya i Irlanda i la Primera República Francesa no va tenir participació otomana i Selim va signar un tractat per separat amb França el 25 de juny de 1802, que restablia els privilegis francesos a l'imperi anteriors a la guerra.

### Primer Aixecament Serbi (1804-1813)
Primer Aixecament Serbi
El Primer Aixecament Serbi va ser un aixecament dels serbis contra els otomans a Belgrad i els seus voltants entre el 14 de febrer de 1804 i el 7 d'octubre de 1813 que va començar com una revolta local contra Dahisar. Els otomans van concedir l'amnistia als participants, però tan bon punt es va tornar a imposar el domini otomà, els pobles van ser cremats i milers van ser esclavitzats. Els serbis i albanesos islamitzats van participar especialment en aquestes accions.

### Guerra russo-turca (1806-1812)

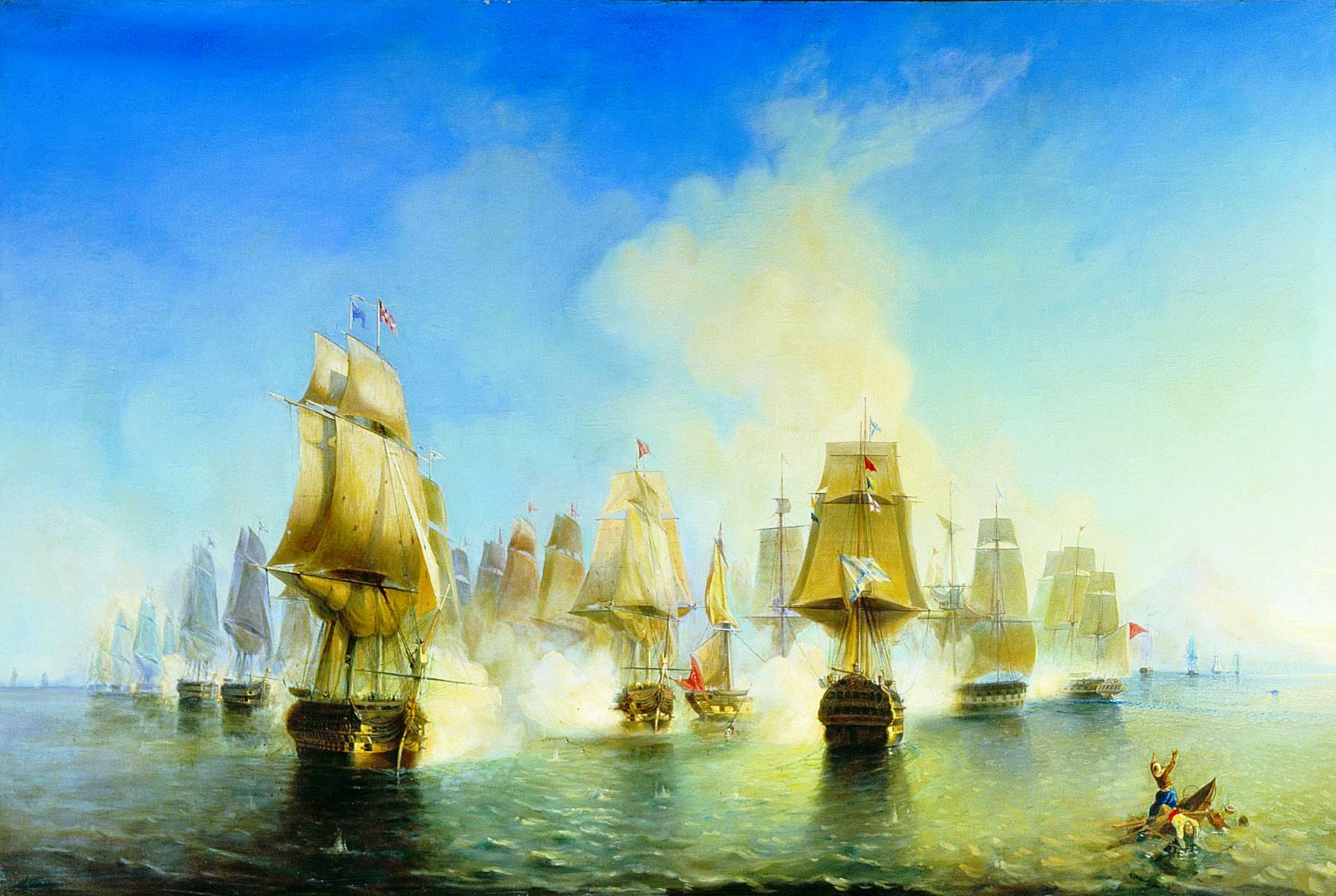
Batalla d'Atos de 1807

L'Imperi Otomà, encoratjat per la derrota russa a la batalla d'Austerlitz, va deposar Alexandru Moruzi de Moldàvia i Constantine Ypsilanti de Valàquia mentre els seus aliats van ocupar Dalmàcia i amenaçaven els principats danubians. Per salvaguardar la frontera d'un atac francès, els russos van avançar a Moldàvia i Valàquia i Selim III va reaccionar amb un bloqueig dels Dardanels declarant la guerra a Rússia. El tsar es mostrava reticent a concentrar un gran nombre de tropes contra Turquia mentre les relacions amb la França napoleònica eren encara incertes i la major part del seu exèrcit lluitava contra Napoleó a Prússia. Un ofensiva otomana massiva cap a Bucarest va ser ràpidament aturada a Obilesti per Mikhaïl Miloràdovitx el 2 de juny de 1807 mentre l'Armada russa sota el comandament de Dmitri Seniavin va destruir la flota otomana en les batalles dels Dardanels i Atos establint la supremacia russa al mar.
Signat el Tractat de Tilsit, Alexandre, forçat per Napoleó a signar un armistici amb els turcs, va transferir més soldats russos des de Prússia a Bessaràbia però el comandant Aleksandr Prozorovski va fer molt pocs avenços en més d'un any i l'agost de 1809 va ser finalment substituït per Piotr Bagration, que ràpidament va travessar el Danubi i envair Dobrudja i assetjar Silistra però, en sentir que s'acostava a la ciutat un fort contingent de 50,000 soldats de l'exèrcit otomà, va decidir d'evacuar Dobrudja i retirar-se a Bessaràbia.
El 1810 Nikolai Kàmenski van derrotar els turcs que es dirigien a Silistra i van expulsar els otomans de Dòbritx i la guarnició de Silistra es va rendir. Kàmenski va posar sota setge la Fortalesa de Xumen, sent rebutjat l'assalt de la ciutadella i el posterior assalt a Russe, que no va caure en mans russes fins al 9 de setembre, un cop Kamenski va derrotar els turcs a la batalla de Batin. Kamenski va morir poc després i el nou comandant, Mikhaïl Kutúzov va evacuar Silistra i en començar la seva retirada cap al nord, Laz Aziz Ahmed Paixà, el comandant turc, va intentar prendre Russe, però fou aturat en 1811 en la batalla de Rusçuk i Kutúzov va mantenir el control de la fortalesa. El 28 d'agost, Ahmed Paixa va envair Valàquia travessant el Danubi riu amunt de Russe, però la batalla de Slobozia va comportar la rendició d'Ahmed Paixà davant Kutuzov, obligant al sultà a negociar. D'acord amb el Tractat de Bucarest, signat per Kutuzov el 28 de maig, els turcs cedien Bessaràbia a Rússia (tot i que el territori pertanyia a Moldàvia, llavors vassall turc, al qual suposadament, defensarien). El tractat va ser aprovat per Alexandre I de Rússia l'11 de juny de 1812, només tretze dies abans que comencés la invasió napoleònica de Rússia.

### Guerra angloturca (1807-1809)
Per trencar l'aliança entre França i l'Imperi Otomà, una esquadra britànica, sota les ordres del vicealmirall Sir John Thomas Duckworth va entrar als Dardanels el 19 de febrer de 1807 i destruir una força naval dels otomans a Point Pesquies a l'estret i va ancorar al Mar de Màrmara. Però els turcs van erigir potents bateries i enfortiren les seves fortificacions amb l'ajuda del Comte Sebastiani i els enginyers francesos. Els vaixells de guerra britànics reberen diverses canonades i Duckworth es veié obligat a navegar de tornada a la Mediterrània el 3 març de 1807.
El 16 de març de 1807, 5.000 soldats britànics es van embarcar en l'Expedició a Alexandria de 1807 i van ocupar Alexandria a l'agost, tot i que el khediv Muhàmmad Alí Paixà els va derrotar seriosament i els va obligar a evacuar la ciutat cinc mesos més tard després d'un breu setge; No obstant això, Turquia va tenir una mica de suport militar de França a la guerra amb Rússia. I després de la conclusió de Napoleó de la Pau de Tilsit amb Rússia, l'Imperi Otomà es va veure obligat a signar la pau amb Gran Bretanya pel Tractat dels Dardanels posavant fi a la guerra a canvi de restaurar els privilegis en el comerç per als britànics i protegir la integritat de l'Imperi Otomà contra l'amenaça francesa amb la Royal Navy i el subministrament d'armes a Istanbul. El tractat va afirmar el principi que cap vaixell de guerra de qualsevol poder hauria d'entrar als Estrets dels Dardanels i del Bòsfor.

### Segon Aixecament Serbi (1515-1517)

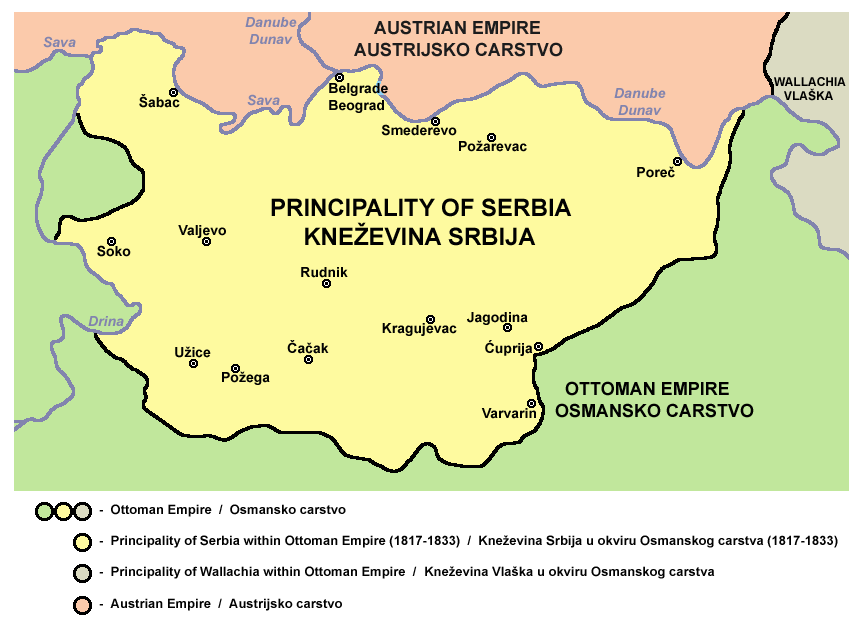
El Principat de Sèrbia en 1817

El Segon Aixecament Serbi va esclatar poc després de la re-annexió del país per l'Imperi Otomà el 1813 forçada per la desfeta del Primer Aixecament Serbi, durant el qual el Sèrbia va existir com a estat independent de facto durant més d'una dècada. La segona revolució va tenir com a resultat l'establiment en 1815 del Principat de Sèrbia, governat per un parlament, constitució i dinastia propis i per la Convenció d'Akkerman signat el 7 d'octubre de 1826 se li va concedir autonomia. La independència de iure, no obstant, no es va aconseguir fins al 1878, després del que es va decidir al Congrés de Berlín.

### Revolució de Valàquia de 1821

Revolució de Valàquia de 1821

Aléxandros Ypsilantis cap de la Philikí Hetairía l'abril de 1820 va assumir la tasca de planificar la insurrecció per aixecar tots els cristians dels Balcans en rebel·lió i obligar a Rússia a intervenir en nom seu. El 22 de febrer va travessar el Prut, aliant-se amb Tudor Vladimirescu i ocupant Bucarest al març. Vladimirescu va acceptar dividir el país amb Ypsilantis, preservant el control d'Oltènia, Bucarest i la meitat sud de Muntènia. L'emperador rus, un dels principals defensors del Concert d'Europa va desautoritzar qualsevol relació amb ell i va donar efectivament als otomans la "lum verda" per marxar als Principats per fer front a la insurrecció. Veient que els grecs no tindrien el suport del tsar, Vladimirescu va negociar en secret un acord amb els otomans, que finalment van envair Valàquia a finals d'abril. Els pandurs es van retirar cap a Oltènia, i els revolucionaris grecs van arrestar i executar Vladimirescu, fent que les tropes rebels valaques es retiressin del conflicte.

### Guerra d'independència de Grècia (1821-1832)
Quan van arribar notícies dels moviments d'Aléxandros Ypsilantis als principats del Danubi l metropolità Germà de Patres declarà la revolució L'esclat de la guerra es va enfrontar amb execucions massives, atacs a l'estil de pogrom, la destrucció d'esglésies i el saqueig de propietats gregues a tot l'Imperi. Les atrocitats més greus foren la ssacre de Constantinoble de 1821. El patriarca ortodox Gregori V va ser executat el 22 d'abril de 1821 per ordre del sultà malgrat la seva oposició a la revolta, que va provocar indignació a tot Europa i va resultar en un major suport als rebels grecs.
Els èxits grecs inicials es van posar aviat en perill després la derrota a la batalla d'Alamana i la batalla d'Eleftherohori contra l'exèrcit d'Omer Vrioni i la mort de Athanasios Diakos. Els grecs van aconseguir aturar l'avanç turc a la batalla de Gràvia i a finals de 1821 els revolucionaris havien aconseguit assegurar temporalment les seves posicions a la Grècia Central. L'activitat revolucionària es va fragmentar per la manca d'un lideratge for, tanmateix, el bàndol grec va resistir els atacs turcs perquè les campanyes militars otomanes eren periòdiques i la presència otomana a les zones rebels estava descoordinada per problemes logístics. Les difícils relacions otomanes amb Rússia havien empitjorat amb l'execució del patriarca Gregori V de Constantinoble i la Sublim Porta necessitava concentrar forces substancials a la frontera russa per si esclatava la guerra.
Entre octubre de 1820 i juliol de 1823 els otomans estigueren en guerra amb Pèrsia. L'abril de 1822, la flota de Nasuhzade Ali Pasha va arribar a Quios on van matar i violar sense pietat. La massacre de Quios va impactar a tot Europa i va augmentar encara més la simpatia pública per la causa grega. Els grecs van encarregar la venjança a Konstandinos Kanaris, que va encerclar les naus otomanes i les va cremar el 18 de juny de 1822 morint Nasuhzade Ali Paixà i altres oficials, A falta d'homes i diners, el 1823, en lloc de l'exèrcit otomà la major part de les forces otomanes a Grècia la componien mercenaris albanesos, i el març de 1823 un gran incendi a l'arsenal militar de Tophana a Constantinoble va destruir gran part de la munició otomana i la seva principal foneria de canons.
Mahmut II i Muhàmmad Alí Paixà d'Egipte s'aliaren contra la revolta. La intervenció egípcia s'havia de limitar a Creta i Xipre però l'èxit de les tropes de Muhàmmad Alí en ambdós llocs va fer enviar Ibrahim Paixà a Grècia a canvi no només de Creta i Xipre, sinó també del Peloponès i Síria. El 5 de juny de 1827, l'Acròpolis es va rendir i els únics llocs de la Grècia continental que quedaven en mans gregues eren la península de Mani i Nàuplia, la seu del govern.
Quan Nicolau I de Rússia va succeir a Alexandre I de Rússia el desembre de 1825 es va signar el Protocol de Sant Petersburg sobre la base de l'autonomia completa de Grècia sota sobirania turca i el 7 d'octubre de 1826 els otomans van signar la Convenció d'Akkerman, en la qual s'acceptaven les demandes russes sobre els principats de Sèrbia, Moldàvia i Valàquia. Després que la delegació grega acceptés els termes del tractat, els aliats es van preparar per insistir en l'armistici i les seves flotes van rebre instruccions desplegar-se a Navarino, on van destruir la flota otomana. Els otomans van assumir l'hegemonia dels aliats i el Tractat d'Adrianòpolis va posar fi a les Guerra Russo-Turca en la qual Rússia havia aconseguit importants victòries en el Caucas i els Balcans, i a les aspiracions de Rússia al sud-est d'Europa. L'Imperi Otomà, vençut, va acceptar la independència de Grècia.

## Decadència (1828-1908)
Decadència de l'Imperi Otomà (1828 - 1908) és el període de la història de l'Imperi Otomà que arriba després del llarg període d'estancament (1683-1827) i que acaba amb el període de dissolució de l'imperi.

### Guerra russo-turca (1828-1829)

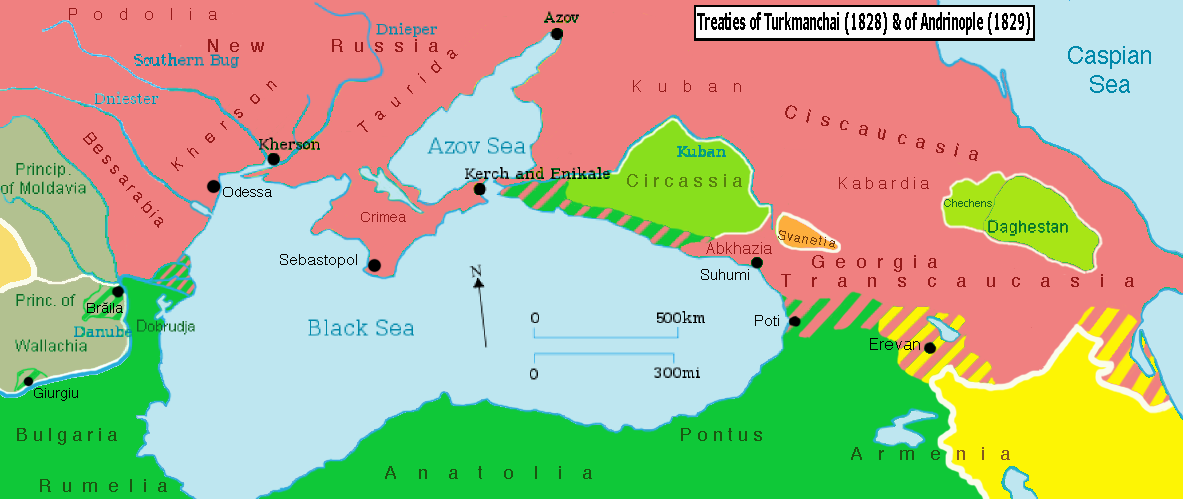
Tractat d'Adrianòpolis

La guerra va esclatar quan el Sultà, enfurit per la participació russa a la Batalla de Navarino, va tancar els Dardanels al trànsit de vaixells russos i va revocar la Convenció d'Akkerman de 1826. El príncep Peter Wittgenstein, va entrar als principats de Valaquia i Moldàvia i al juny la força principal dirigida per l'emperador va creuar el Danubi. Els russos van assetjar Shumla, Varna i Silistra, i amb el suport de la Flota del Mar Negre d'Aleksey Greig, Varna va ser capturada el 29 de setembre, però la campanya va resultar ser un desastre per a Rússia, ja que les seves tropes van haver de retirar-se a Moldàvia amb grans pèrdues sense haver capturat Shumla i Silistra. El juny de 1929 Silistra va caure a mans dels russos mentre Iván Paskevich va avançar cap al front del Caucas derrotat als turcs a la batalla d'Akhalzic i va capturar Kars i Erzurum. El juliol Diebitsch va posar-se en camí cap a Constantinoble, capturant Burgàs i Adrianòpolis. La guerra va finalitzar amb el Tractat d'Adrianòpolis. Rússia va obtenir la major part de la costa oriental de la Mar Negre, la desembocadura del Danubi, Geòrgia i part de l'actual Armènia i se li permetia ocupar Moldàvia i Valàquia fins que Turquia pagués una forta indemnització. També Sèrbia va aconseguir l'autonomia.

### Revolta bosniana (1831-1832)
La revolta bosniana va ser una revolta dels terratinents bosnians contra l'Imperi Otomà per les reformes implementades pel sultà per abolir els ayan en 1831. Tot i guanyar diverses victòries notables, els rebels van ser finalment derrotats en una batalla prop de Sarajevo el 1832. La discòrdia interna va contribuir al fracàs de la rebel·lió, perquè Husein Gradaščević no va ser recolzat per gran part de la noblesa hercegovina. Com a resultat, Alí Paixà Rizvanbegović va ser nomenat paixà de l'Eyalat d'Hercegovina, que es va separar el 1833 de l'Eyalat de Bòsnia. El sultà va implementar el nou sistema representatiu del paixà, abolint l'antic sistema d'ayan. Els nous representants del paixà eren majoritàriament vells propietaris, però el 1850 Omer Pasha va eliminar completament les antigues famílies de propietaris.

### Revolta albanesa (1833-1839)
Les revoltes albaneses de 1833 1839 van tenir lloc a Albània com a reacció contra la nova política centralitzadora de l'administració otomana, a Shkodër i el sud d'Albània en 1833 en les que el govern otomà va acceptar les peticions dels rebels i va substituir l'impopular governador Namik Paixà per un altre funcionari i declarant una amnistia, però les promeses foren incomplides i en 1834 tornà a haver un aixecament i després d'importants combats els rebels es van retirar a les muntanyes, i per calmar la situació, el govern otomà va transferir el governador otomà Hafiz Pasha i va cancel·lar el servei militar per a les regions rebels.
L'estiu de 1836 va començar un nou aixecament a Vlorë i el 1837 a Muzeqe. Van derrotar les forces otomanes a Berat, però en una segona batalla a Frakull van ser derrotats per una nova força otomana superior. Alush bey Frakulla i altres líders locals van ser capturats i condemnats a treballs forçats. L'agost de 1839 es va produir un nou aixecament a Berat que es va estendre per totes les regions de Sanjaq de Vlorë. Els líders rebels van enviar una petició al sultà Abdul Medjit perquè tingués funcionaris albanesos a l'administració i que posés a Ismail Pasha, nebot d'Alí Paixà de Janina, com a governador general. El setembre de 1839 els rebels van capturar el castell i una vegada més el govern otomà va ajornar l'aplicació de les reformes a Albània.

### Revolta de Creta (1841)
Les Potències (Àustria, Anglaterra, França, Rússia i Prúsia) van imposar un acord en 1840 per tancar la guerra egipcio-otomana que traslladava Creta de Muhammad Ali de nou a l'Imperi Otomà, i això esvaïa les esperances d'unificació amb Grècia o d'independència i un grapat de cretencs exiliat van declarar la revolució el 22 de febrer de 1841. El governador turc originalment volia fer les paus amb els rebels, però va acabar enviant tropes a les principals zones de concentració rebel i va aconseguir reprimir la rebel·lió. Els rebels es van quedar sols doncs les potències estrangeres i Grècia s'havien negat a ajudar-los, i van perdre després d'haver patit grans baixes, a les batalles de Provarma, Vafe, Ksida i Vryses, amb els líders rebels restants fugint cap a Grècia amb dones i nens.

### Revolta albanesa (1843-1844)
La revolta albanesa de 1843–1844, també coneguda com l'aixecament del dervix Cara va ser un aixecament al nord de l'Albània otomana contra les Reformes Tanzimat otomanes que van començar el 1839 i es posaven en acció gradualment a les regions d'Albània. El maig de 1844 l'exèrcit otomà va atacar els rebels, obligant-los a retirar-se a les zones de Kalkandelen, Üsküb i Kumanova. Els forts combats van tenir lloc del 13 al 17 de maig de 1844 al pas de Katlanovo i el 18 de maig a les termals de Katlanovo. El 21 de maig de 1844 l'exèrcit otomà va entrar a Üsküb, on es van produir moltes represàlies, i de maig a juny, després de durs combats l'exèrcit otomà va recuperar Kumanova, Preševo, Bujanovac, Vranje, Kalkandelen i Gostivar, i al juliol l'exèrcit otomà va capturar totes les àrees que van des de Kačanik fins a Pristina. Dervish Cara va ser capturat per les forces otomanes l'estiu de 1844.

### Revolta albanesa (1847)
La revolta albanesa de 1847 va ser un aixecament al sud de l'Albània otomana contra les Reformes Tanzimat otomanes que van començar el 1839 i es posaven en acció gradualment a les regions d'Albània. En veure la dura resistència, Mehmed Reshid Pashà va declarar una amnistia i va convidar tots els líders a trobar-se amb ell però van ser capturats, i la resistència organitzada ja no va ser possible i les forces albaneses es van dividir en petites cetes. Les forces otomanes van entrar a les regions de l'aixecament i milers d'homes van ser arrestats i deportats.

### Revolucions de Moldàvia i Valàquia de 1848
Durant les revolucions de 1848, el Principat de Moldàvia i el Principat de Valàquia quedaren sota control rus després de l'intent revolucionari. La Revolució valaca de 1848 va ser un aixecament liberal i nacionalista romanès a Valàquia que va intentar tombar l'administració imposada per les autoritats imperials russes sota el règim del Regulamentul Orgànic exigint l'abolició del privilegi boiar. Dirigida per un grup de joves intel·lectuals i oficials de la milícia, el moviment va aconseguir derrocar el príncep governant Gheorghe Bibescu, a qui va substituir per un govern provisional i una regència, i de passada una sèrie de grans reformes progressistes, anunciades per primera vegada a la Proclamació d'Islaz.
Malgrat els seus ràpids guanys i el suport popular, la nova administració va estar marcada pels conflictes entre l'ala radical i les forces més conservadores, especialment pel tema de la reforma agrària. Dos cops d'estat avortats successius van poder debilitar el Govern, i el seu estatus internacional va ser sempre impugnat per Rússia. Després d'aconseguir reunir un cert grau de simpatia dels líders polítics otomans, la Revolució va ser finalment aïllada per la intervenció dels diplomàtics russos, i finalment reprimida per una intervenció comuna dels exèrcits otomans i russos, sense cap forma significativa de resistència armada. No obstant això, durant la dècada següent, la consecució dels seus objectius va ser possible gràcies al context internacional, i els antics revolucionaris es van convertir en la classe política original de la Romania unida i el Tractat de Balta Liman va comportar el nomenament de Barbu Dimitrie Știrbei com hospodar (príncep) de Valaquia i de Grigore Alexandru Ghica, hospodar de Moldàvia.

### Guerra de Crimea (1853-1856)
La guerra de Crimea va ser un conflicte bèl·lic que va enfrontar l'Imperi Rus, per una banda, amb una aliança entre el Regne Unit de Gran Bretanya i Irlanda, el segon Imperi francès, el Regne de Sardenya-Piemont i una part de l'Imperi Otomà, per l'altra, a la península de Crimea a la mar Negra. Pel tractat de París de 1856, Rússia va perdre part de la seva influència als Balcans, va perdre el delta del Danubi i va haver de jurar respectar el territori turc. França es va tornar a alçar com a gran potència europea. Gran Bretanya va protegir els passos del mar Negre, defensant l'Índia dels russos. L'Imperi Otomà va quedar a la mercè de l'entrada de capital i influència occidental. El Regne de Sardenya-Piemont va aconseguir reconeixement internacional i anys després seria l'eix de la unificació dels regnes italians.

### Revolta de Creta (1866-1869)
La revolta cretenca de 1866 fou una insurrecció a Creta contra l'ocupació otomana. Aquesta insurrecció va ser part d'un moviment més ampli de desig d'independència de l'illa respecte a l'Imperi Otomà, que la controlava des el 1669 va acabar amb el setge de Càndia. La revolta va tenir una durada de tres anys, i és sovint entesa com la culminació de la lluita contra els otomans, marcada especialment per la massacre del monestir d'Arkadi del novembre de 1866. El govern insurreccional acabà brutalment l'11 de desembre de 1868. Se'l va assetjar a Gonia i la majoria dels seus membres van ser assassinats. El 30 de desembre, els líders de les sis províncies orientals decidiren continuar la lluita, però no tenien suport real de la població.

### Gran crisi oriental
Les Guerres serbio-otomanes, coincidents amb l'aixecament búlgar, la Guerra montenegro-otomana i la guerra russo-turca es coneixen en cinjunt com la gran crisi oriental de l'Imperi Otomà. El resultat final de les guerres va ser decidit pel Congrés de Berlín el 1878, pel que Sèrbia va obtenir el reconeixement internacional com a estat independent i el seu territori es va ampliar. Fruit dels aixecaments i guerres va ser el Congrés de Berlín el 1878, que va donar a Montenegro i Sèrbia la independència i més territori, mentre que l'Imperi Austrohongarès va ocupar Bòsnia i Hercegovina tot i que va romandre de jure territori otomà.

#### Revolta d'Herzegovina (1875–1877)
La revolta d'Herzegovina va ser un aixecament de la població sèrbia cristiana a Hercegovina on va esclatar l'estiu de 1875, des d'on es va estendre per Bòsnia i Raška pel maltracte dels beis i aghas del vilayet de Bòsnia, doncs les reformes d'Abdülmecit, que comportaven nous drets per als súbdits cristians, una nova base per al reclutament militar i la fi del sistema tan odiat de conreu fiscal, van ser resistits o ignorats pels poderosos terratinents bosnians que sovint van recórrer a mesures repressives contra els seus súbdits cristians, i la càrrega fiscal dels camperols cristians augmentava constantment. La revolta va ser seguir amb l'aixecament búlgar, que fou durament reprimit. Els rebels van rebre armes i voluntaris del Principat de Montenegro i el Principat de Sèrbia, els governs dels quals finalment van declarar la Guerra serbio-otomana i la Guerra montenegro-otomana el 18 de juny de 1876 i provocant de retruc la guerra russo-turca i la Gran crisi oriental. El resultat final de les guerres va ser decidit pel Congrés de Berlín el 1878, pel que l'Imperi Austrohongarès va ocupar Bòsnia i Hercegovina tot i que va romandre de jure territori otomà.

#### Guerres serbio-otomanes (1876–1877 i 1877–1878)
El Principat de Montenegro i el Principat de Sèrbia van declarar la guerra a l'Imperi Otomà el 30 de juny de 1876. Amb la intervenció de les principals potències europees, es va concloure l'alto el foc a la tardor i es va organitzar la Conferència de Constantinoble el 28 de febrer de 1877 sobre la base de l'statu quo ante bellum. Després d'un breu període de pau formal, Sèrbia va tornar a declarar la guerra a l'Imperi Otomà l'11 de desembre de 1877, i les hostilitats van durar fins al febrer de 1878. A l'inici del conflicte, l'exèrcit serbi estava mal entrenat i mal equipat, a diferència de les tropes otomanes, i els objectius que s'havia plantejat eren massa ambiciosos, i van patir una sèrie de derrotes derivades d'una mala planificació i la dispersió, permetent als otomans repel·lir els primers atacs serbis i fer-los retrocedir. Durant la tardor de 1876, l'Imperi Otomà va continuar la seva ofensiva que va culminar amb una victòria a les altures sobre Đunis. Durant el segon conflicte, entre el 13 de desembre de 1877 i el 5 de febrer de 1878, les tropes sèrbies es van reagrupar amb l'ajuda de la Rússia imperial, que va lluitar la seva pròpia guerra amb els otomans. Els serbis van formar cinc cossos i van atacar les tropes otomanes al sud, prenent les ciutats de Niš, Pirot, Leskovac i Vranje una darrere l'altra. El resultat final de les guerres va ser decidit pel Congrés de Berlín el 1878, pel que Sèrbia va obtenir el reconeixement internacional com a estat independent i el seu territori es va ampliar.

#### Guerra montenegro-otomana (1876–78)

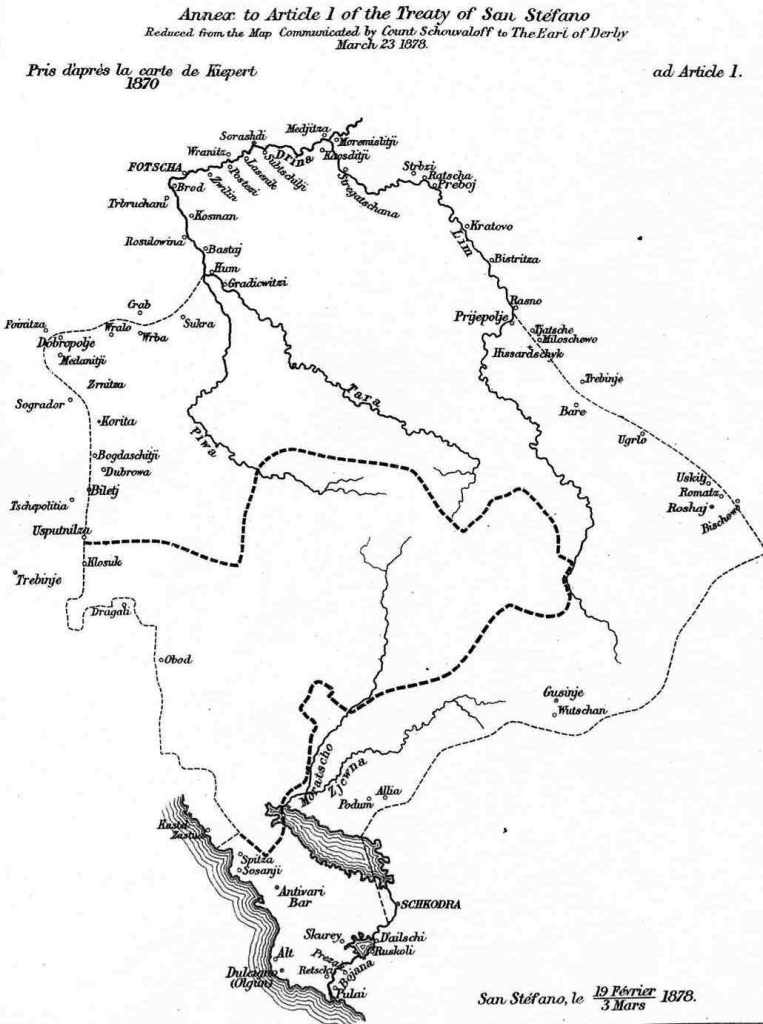
Annex del Tractat de Santo Stefano, mostrant els canvis fronterers de Montenegro

La guerra montenegro-otomana vaenfrontar Montenegro i l'Imperi Otomà entre 1876 i 1878. La rebel·lió a la propera Hercegovina va provocar una sèrie de rebel·lions i aixecaments contra els otomans a Europa i Montenegro i Sèrbia van acordar declarar la guerra als otomans el 18 de juny de 1876 aliats amb els hercegovians i el 18 de juliol van derrotar durament els otomans a la batalla de Vučji Do capturant dos dels seus comandants i una gran partida d'armament. El 1877, els montenegrins van lliurar dures batalles al llarg de les fronteres d'Hercegovina i Albània. El príncep Nicolau va prendre la iniciativa i va contraatacar les forces otomanes que venien del nord, sud i oest i va conquerir Nikšić, Bar, Ulcinj, Grmožur i Vranjina i Lesendro. La guerra va acabar quan els otomans van signar el Tractat de Santo Stefano el 13 de gener de 1878. L'avanç de les forces russes cap als otomans va obligar els otomans a signar un tractat de pau el 3 de març de 1878, que reconeixia la independència de Montenegro, va augmentar el seu territori i l'accés al mar.

#### Revolta d'abril
La revolta d'abril va ser una insurrecció organitzada pels búlgars de l'Imperi Otomà entre abril i maig de 1876, després de l'inici de la revolta d'Herzegovina, i que va tenir com a resultat, indirectament, la independència de Bulgària a 1878. Va ser l'última i de més llarg abast d'una sèrie de revoltes que havien tingut lloc a Bulgària contra el poder otomà. No obstant això, es va produir només en alguns territoris.

#### Guerra russo-turca (1877-1878)

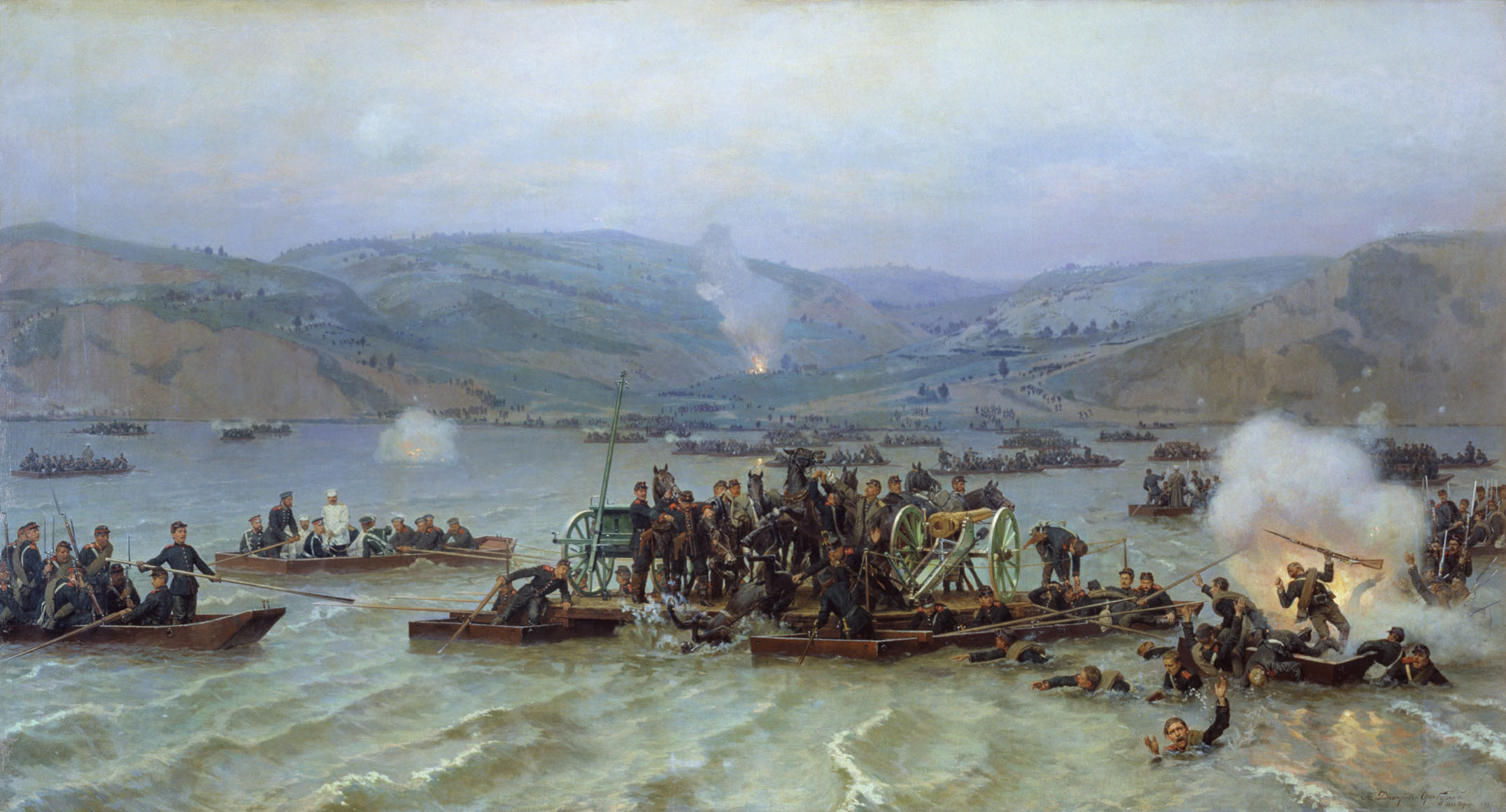
Els russos creuant el Danubi, per Nikolai Dmitriev-Orenburgsky

La revolta d'abril de Bulgària va tenir una forta repercussió arreu d'Europa i el desembre de 1876 a la Conferència de Constantinoble les grans potències van debatre les fronteres d'una o més futures províncies autònomes búlgares dintre de l'Imperi Otomà. La Conferència va ser interrompuda quan el canceller turc va informar que l'imperi havia aprovat una nova constitució que garantia els drets i llibertats de totes les minories ètniques i que els búlgars gaudirien dels mateixos drets que els otomans. Rússia va continuar sent hostil envers l'Imperi Otomà i va postular que la constitució era només una solució parcial i va declarar la guerra a l'Imperi Otomà el 24 d'abril del 1877. El febrer de 1878, l'exèrcit rus gairebé havia arribat a Istanbul però, en témer que la ciutat caigués, els britànics van enviar una flota de cuirassats per intimidar Rússia i evitar que entressin a la ciutat. Sota la pressió de la flota, i havent sofert pèrdues enormes (al voltant de 200.000 homes), Rússia va acceptar buscar un acord; d'aquesta manera se signaria el Tractat de Santo Stefano. (Ayastefanos Anlaşmesı en turc, el 3 de març. Amb la victòria de la coalició russa, el Principat de Romania, el Principat de Sèrbia i el Principat de Montenegro van obtenir reconeixement oficial de la independència de facto i de dret de l'Imperi Otomà, es va establir el Principat de Bulgària, i els oblasts de Kars i Batum passen a formar part de l'Imperi Rus, Gran Bretanya va rebre Xipre com a possessió colonial, Bòsnia i Hercegovina va ser ocupada per Àustria-Hongria. També es va produir l'annexió russa de la Bessaràbia Meridional del Principat de Romania, i l'annexió romanesa de la Dobruja septentrional.

### Revolta cretenca de 1878
La revolta cretenca de 1878 va ser un aixecament del poble de Creta contra l'ocupació otomana de l'illa que va esclatar llavors, per primera vegada a l'oest de Creta, a mitjans de gener, i després a la resta de l'illa. Igual que en les rebel·lions anteriors, els turcs abandonen el camp a la recerca de refugi a les ciutats fortificades. A mitjan març, els rebels controlen tota l'illa, amb l'excepció dels bastions de Ierapetra, Spinalonga, Heraklion, Réthimno, Itzedin, Khanià, Kissamos i Gramvoussa que no es poden prendre sense artilleria pesant. L'Imperi Otomà, satisfet de conèixer que la idea de la unió de Creta amb Grècia havia estat rebutjada per les potències europees van acordar fer concessions a la població de Creta. A l'octubre de 1878, el Pacte d'Halepa posà fi a la insurgència.

### Revolta de Kumanovo (1878)
La revolta de Kumanovo va ser un aixecament organitzat per una assemblea de caps dels districtes de Kumanovo, Kriva Palanka i Kratovo al Vilayet de Kosovo (a l'actual Macedònia del Nord) el 1878 que pretenia alliberar-los de l'Imperi Otomà. Després de l'alliberament de Niš per l'exèrcit serbi el 12 de gener de 1877 durant les Guerres serbio-otomanes, la retirada de les tropes otomanes va esperonar la rebel·lió, que va començar el 20 de gener de 1878 amb operacions de guerrilla i l'alliberament de Vranje. Els rebels van rebre ajuda secreta del govern serbi. L'aixecament va durar quatre mesos fins a la seva supressió per part dels otomans el 20 de maig, durant el qual els otomans van prendre represàlies amb atrocitats contra la població local.

### Guerra greco-turca (1897)
La Guerra greco-turca de 1897 va ser un conflicte bèl·lic entre la Grècia del rei Jordi I de Grècia i l'Imperi Otomà del Soldà Abdul Hamid II per la sobirania sobre l'illa de Creta. El 21 gener 1897 va tenir lloc el desembarcament grec a Creta i el 5 d'abril del mateix any, després de veure's obligada a replegar-se de l'illa per la pressió internacional, Grècia va intentar annexionar-se la regió de l'Epir i Macedònia, també sota sobirania otomana. Grècia va emprendre una guerra on tenia una clara inferioritat numèrica de tropes, davant d'un molt més nombrós exèrcit otomà. L'únic avantatge amb què comptava el govern grec era la superioritat de la marina reial als mars de la zona en conflicte. L'estratègia militar otomana es va inclinar per un enfrontament terrestre. El 18 d'abril els turcs van bombardejar Arta, sense arribar a conquistar-la. Els grecs es van replegar cap a Filipos, on es van atrinxerar. El contraatac grec va ser un desastre, en no arribar els reforços esperats. El 15 de maig l'exèrcit grec es va retirar, després de patir grans pèrdues. Als territoris otomans de Tessàlia, 60.000 homes de l'exèrcit imperial otomà a les ordres d'Ethem Paşa, esperaven enfrontar-se als 46.000 homes de l'exèrcit grec, comandats pel príncep hereu Constantí. Cap al 17 de maig l'exèrcit grec es va veure obligat a replegar-se més enllà de Làrissa, i es van reorganitzar als voltants de Farsàlia, a Domokós. La nova derrota grega va suposar un dur cop moral per a Grècia, que fins i tot va veure com els turcs avançaven posicions en territori grec. Sota la pressió de les potències europees, el soldà Abdul Hamid II va declarar l'alto al foc el 20 de maig, fet que va salvar Grècia d'un desastre encara més gran. Després de mesos de negociacions, el 20 de setembre de 1897, es va signar el Tractat de Constantonoble que donava territoris a l'Imperi Otomà al llarg de la frontera Tessàlia, i una forta indemnització de guerra (94,3 milions de francs-or) que l'estat grec, en fallida, només podria pagar amb l'ajut de les Potències Protectores, que van veure augmentada la seva influència sobre el dèbil regne de Grècia.

### Revolta d'Ílinden-Preobrajènie
La Revolta d'Ílinden-Preobrajènie fou un aixecament búlgar contra l'Imperi Otomà que va tenir lloc d'agost a octubre de 1903 en un territori que abastava entre la mar Negra i el llac d'Okhrida, creant la República de Strandja i la República de Kruševo, que ràpidament foren abolides pels otomans. El seu major efecte va ser persuadir les potències europees per intentar convèncer el soldà otomà que havia d'adoptar una actitud més conciliadora cap als seus súbdits cristians a Europa. A través d'un acord bilateral, signat el 1904, Bulgària es va comprometre a no donar suport al moviment revolucionari, mentre que els otomans es van comprometre a implementar les reformes de Mürzsteg, però cap dels dos es va produir.

### Revolta de Thérisso (1905)
La Revolta de Thérisso va ser dirigida pel polític cretenc Elevthérios Venizelos, en la qual els revoltats volien la unió de Creta amb Grècia i un govern més democràtic per a l'illa, ja que consideraven que el govern autoritari del príncep Jordi de Grècia era corrupte i incapaç de negociar amb les potències la unió amb Grècia. El 25 de setembre de 1906 el príncep Jordi va abandonar l'illa i va ser substituït per Alexandros Zaimis.

## Dissolució (1908-1922)

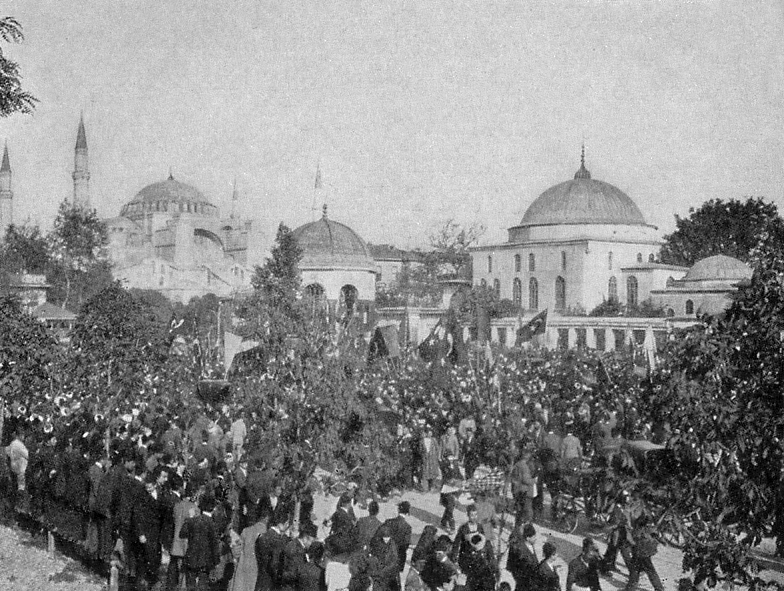
Manifestació al districte de Sultanahmet d'Istanbul, 1908.

El col·lapse de l'Imperi Otomà, cobreix el període comprès entre el començament de la revolució dels Joves Turcs l'any 1908 fins a la divisió final de l'imperi el 1922.

### Revolució dels Joves Turcs (1908)
La revolució dels Joves Turcs va començar amb la fugida del membre del Comité Unió i Progrés Ahmed Niyazi a les terres altes albaneses. Aviat se li van unir İsmail Enver i Eyub Sabri. Es van establir en xarxa amb els albanesos locals i van utilitzar les seves connexions dins del Tercer Exèrcit amb seu a Salònica per instigar una gran revolta. Àustria-Hongria s'aprofita de la desorganització creada a l'Imperi per annexar-se Bòsnia i Hercegovina el 7 d'octubre de 1908. Diversos assassinats coordinats per part de l'unionista Fedai també van contribuir a la capitulació d'Abdul Hamid. Amb una revolta constitucionalista a Rumèlia instigada per la CUP, Abdul Hamid va capitular i va anunciar la restauració de la constitució otomana de 1876, suspesa des de 1878, va dissoldre el parlament i va convocar eleccions. Després d'un intent de contrarevolució monàrquica conegut com l'incident del 31 de març a favor d'Abdul Hamid l'any següent, fou deposat i substituït pel seu germà Mehmet V. sense cap poder real

### Revoltes albaneses (1910, 1911, 1912)
Les revoltes a les províncies albaneses de 1910, 1911 i 1912 van demostrar que l'Imperi estava profundament ferit i incapaç de contraatacar una altra guerra.

### Guerres balcàniques (1912-1913)
El període conegut com a guerra dels Balcans  es refereix a les dues guerres que van tenir lloc al sud-est d'Europa els anys 1912 i 1913.
La Lliga Balcànica primer li va conquerir a l'Imperi Otomà, Macedònia i la major part de Tràcia, i després es va repartir el botí. Albània, després de diverses revoltes i aixecaments, també va declarar la seva independència de l'Imperi Otomà el 1912. Això va reduir les possessions de Turquia a Europa (abans Rumèlia) a les seves fronteres actuals a la Tràcia oriental.

#### Primera Guerra Balcànica
El 8 d'octubre de 1912 va començar la Primera Guerra Balcànica contra l'Imperi Otomà per tal d'alliberar els eslaus i els grecs dels territoris que encara hi eren sotmesos. El Regne de Montenegro inicià les hostilitats, i immediatament els exèrcits búlgar, serbi i grec seguiren els mateixos passos. Els països de la Lliga Balcànica aconseguiren unes victòries ràpides: els búlgars guanyaren les batalles de Kırk Kilise i Lüleburgaz, prop de les ciutats turques Kırklareli i Lüleburgaz, els serbis la batalla de Kumanovo i els grecs aconseguiren ocupar Tessalònica. Les forces aliades avançaren cap a Constantinoble, però les potències occidentals els avisaren que no permetrien una ocupació de la capital i els turcs aconseguiren crear una línia de defensa al voltant de la ciutat.
La Força Aèria Búlgara va bombardejar posicions turques a Edirne mentre que la Força Aèria Grega actuava sobre els Dardanels, la primera missió de cooperació aèria naval en la història. En aquestes condicions, el 3 de desembre Turquia demanà l'armistici i es convocà una reunió a Londres. Malgrat tot, el derrocament del govern turc per part d'Enver Bei el gener de 1913 trencà les negociacions, ja que Enver es mostrà decidit a prosseguir la guerra. Les operacions militars posteriors tampoc afavoriren els turcs, i Bulgària i Sèrbia ocuparen Adrianòpolis i Grècia ocupà Janina. Després de la victòria el 30 de maig de 1913 a la Batalla d'Adrianòpolis Turquia tornà a demanar la pau, que es redactà a Londres i Grècia obtenia Tessalònica, Creta, Lesbos, Quios, i el sud de Macedònia; Sèrbia obtenia el nord de Macedònia i Bulgària obtenia Tràcia i la costa del mar Negre però aviat van sorgir les dissensions, agreujades per la ingerència d'Alemanya i d'Àustria-Hongria, que s'esforçaven a sembrar la discòrdia entre els aliats per tal de treure'n profit; a més, els Habsburg temien que la victòria dels pobles eslaus incités també els eslaus de l'Imperi a rebel·lar-se.

#### Segona Guerra Balcànica
La Segona Guerra Balcànica va esclatar el 16 de juny 1913, quan Bulgària, insatisfeta amb els beneficis del tractat de pau de Londres va atacar els seus antics aliats, Sèrbia i Grècia. Bulgària fou derrotada i pel Tractat de Bucarest de 1913va perdre la major part dels territoris que havia conquistat entre 1912 i 1913 a l'Imperi Otomà durant la Primera Guerra Balcànica, cedint a Sèrbia el nord de Macedònia i repartint-se amb Montenegro l'antic sandjak turc de Novi Pazar; el Regne de Grècia va ocupar el sud de Macedònia i Salònica, i Romania va obtenir Silistra, que forma part de la Dobrudja Meridional. El Tractat de Constantinoble de 1913 va fixar els límits territorials entre Bulgària i l'Imperi Otomà: la línia Enos-Midia seguia sent el punt de referència, però l'Imperi Otomà recuperava les ciutats d'Adrianòpolis, Kirklareli i Demotica.

### Primera Guerra Mundial
L'Imperi Otomà es va unir a les Potències Centrals l'octubre de 1914, de conformitat amb l'Aliança Germano-Otomana, signada el 2 d'agost, amenaçant els territoris russos en el Caucas i les comunicacions britàniques amb l'Índia. Els aliats desfermen la Batalla de Gal·lípoli en 1815 per permetre a França i Anglaterra revitalitzar Rússia i tancar els Dardanels als imperis centrals. Aquesta idea, defensada netament per Winston Churchill, s'iniciarà amb el desembarcament de Gal·lípoli, però els aliats no aconsegueixen penetrar per sorpresa en l'Imperi Otomà i fracassen en les successives ofensives. L'operació va ser un fracàs, encara que el cos expedicionari constitueix l'exèrcit d'orient, estacionat prop del camp de Salònica. Aquest exèrcit sostindrà tot seguit els serbis i participarà en l'enfonsament de l'imperi Austrohongarès. Romania va declarar la guerra a l'Imperi austrohongarès el 27 d'agost de 1916, i en conseqüència els alemanys van declarar-los la guerra l'endemà i Bulgària, sense declaració de guerra, va atacar Romania el 31 d'agost. L'entrada de Romania en la guerra minvà l'accés al gra de l'Imperi austrohongarès i va obligar els alemanys a retirar tropes de Verdun. Tot i el contraatac romanès al Danubi, Bucarest va caure en mans alemanyes el 6 de desembre de 1916, i confinà l'exèrcit romanès a Moldàvia.
Amb el coronel Lawrence, anomenat Lawrence d'Aràbia, els anglesos van fomentar la revolta de les tribus àrabs per pertorbar els otomans. El ministre d'afers exteriors anglès, lord Arthur Balfour, proposa l'establiment d'un estat jueu a Palestina per obtenir el mètode de fabricació de l'acetona i motivar els jueus nord-americans perquè donessin suport a l'ingrés dels EUA en la guerra. El mateix any, els anglesos ataquen Palestina (on mantindrien després el control fins a 1947).
Les hostilitats van acabar el 30 d'octubre de 1918, amb l'Armistici de Mudros tractat de pau signat el 30 octubre 1918. Aquest teatre era que abasta el major territori de tots els de la Primera Guerra Mundial. Comprenia quatre campanyes: la Campanya del Sinaí i Palestina, la Campanya de Mesopotàmia, la Campanya del Caucas i la Campanya dels Dardanels. També hi va haver campanyes menors a Aràbia i el sud d'Aràbia (Aden), i en Pèrsia. Encara que l'Imperi turc va impedir a la Marina Reial Britànica entrar a Istanbul a la coneguda batalla de Gal·lípoli (1915), va perdre la gran majoria de territoris que li quedaven a Europa, havent-los d'abandonar definitivament.

## Línia de temps
|  |